# Trận Crete
Trận Crete (tiếng Đức: Luftlandeschlacht um Kreta; tiếng Hy Lạp: Μάχη της Κρήτης) là một trận đánh diễn ra tại đảo Crete của Hy Lạp giữa quân đội Đức Quốc xã và quân đội Đồng Minh trong Chiến tranh thế giới thứ hai, bắt đầu vào buổi sáng ngày 20 tháng 5 năm 1941 khi quân Đức đã mở màn cuộc tiến công không vận với mật danh "chiến dịch Mercury" (Unternehmen Merkur) thả lực lượng lính dù hùng hậu tấn công đảo Crete. Các lực lượng Hy Lạp và Đồng Minh đã cùng với nhân dân Crete chiến đấu bảo vệ hòn đảo.
Sau một ngày chiến đấu, quân Đức bị thiệt hại trầm trọng nhưng vẫn không đạt được mục tiêu chiến lược nào, và phe Đồng Minh tin tưởng rằng họ sẽ đánh bại được cuộc tiến công của đối phương. Tuy nhiên đến ngày hôm sau, do thông tin liên lạc không chính xác và do bộ chỉ huy Đồng Minh không nắm bắt đúng tình hình nên sân bay Maleme ở phía tây đảo Crete đã bị thất thủ, giúp quân Đức có thể đổ quân tiếp viện bằng đường không và cuối cùng áp đảo được lực lượng phòng thủ. Tổng cộng trận chiến đã kéo dài trong khoảng 10 ngày.
Trận Crete là một trận đánh đặc biệt chưa từng thấy vì nhiều yếu tố: đây không chỉ là lần đầu tiên lực lượng lính dù Đức (Fallschirmjäger) được huy động với quy mô rất lớn; mà còn là cuộc tấn công chủ đạo bằng không vận đầu tiên trong lịch sử quân sự, là lần đầu tiên tình báo quân Đồng Minh tận dụng một cách đáng kể các tin tức tình báo nhờ giải được mật mã Enigma của Đức và cũng là lần đầu tiên quân Đức xâm lược vấp phải sự kháng chiến quyết liệt từ dân cư địa phương. Trước những tổn thất quá nặng nề của lực lượng lính dù, Adolf Hitler sau đó đã nghiêm cấm không cho thực hiện các hoạt động không vận trên quy mô lớn nữa. Ngược lại, bên Đồng Minh rất ấn tượng trước tiềm năng của binh chủng quân dù và bắt đầu cho xây dựng các sư đoàn không vận cho phe mình.

## Bối cảnh
Các lực lượng phe Đồng Minh đã chiếm giữ đảo Crete kể từ khi Chiến tranh Hy Lạp-Ý bùng nổ vào ngày 28 tháng 10 năm 1940. Mặc dù ban đầu quân phát xít Ý tấn công Hy Lạp đã bị đẩy lui, nhưng sự can thiệp sau đó của Đức đã hất 57.000 quân Đồng Minh ra khỏi phần đất liền Hy Lạp. Nhiều người trong số này đã được Hải quân Hoàng gia Anh sơ tán và một số được đưa đến Crete để tăng cường cho đội quân đồn trú tại đây.
Việc sở hữu đảo Crete đã đem lại cho Hải quân Hoàng gia Anh những bến cảng tuyệt vời ở phía đông Địa Trung Hải, từ đó họ có thể uy hiếp sườn phía đông nam của phe Trục. Từ hòn đảo này, các mỏ dầu Ploieşti tại România, vốn đặc biệt quan trọng đối với bộ máy chiến tranh của phe Trục, đã nằm trong tầm với của máy bay ném bom Anh. Về giá trị chiến lược của nó, sau này Winston Churchill đã trích dẫn một bức điện mà ông ta gửi cho Tổng Tham mưu trưởng Đế quốc Anh vào ngày 4 tháng 6 năm 1940: "Việc để mất Crete do chúng ta không có đủ lực lượng thật là một tội lỗi."
Bộ tư lệnh lục quân Đức lúc này đang bận rộn với kế hoạch tấn công Liên Xô (Kế hoạch Barbarossa), và không muốn tham gia vào trận chiến này. Tuy nhiên, các tư lệnh cấp cao của Không quân Đức (Luftwaffe) lại nhiệt tình với ý tưởng đánh chiếm Crete bằng một cuộc tấn công táo bạo bằng đường không vận. Có thể mong muốn được lấy lại uy tín sau thất bại trước Không quân Hoàng gia Anh trên bầu trời Anh Quốc năm 1940 đã ảnh hưởng đến suy nghĩ của họ, đặc biệt là vào thời điểm sắp diễn ra cuộc tấn công quan trọng hơn rất nhiều (mà lục quân chiếm quyền kiểm soát) vào Liên Xô. Hitler đã bị đề xuất táo bạo này lôi kéo, tuy nhiên ông ta đã ra chỉ thị rằng chiến dịch đó sẽ phải diễn ra trong tháng 5. Mức độ ưu tiên chỉ đứng thứ hai của cuộc tấn công này được nhấn mạnh: trong mọi trường hợp, Crete không được phép gây ảnh hưởng đến chiến dịch sắp tới chống Liên bang Xô Viết. Trước khi đổ bộ, quân Đức đã cho mở những cuộc oanh tạc thường xuyên vào hòn đảo nhằm thiết lập ưu thế kiểm soát trên không. Chiến dịch không quân này cuối cùng đã đạt được mục đích, buộc Không quân Hoàng gia Anh phải di dời các máy bay của mình đến Alexandria.
Vào giai đoạn đầu của trận chiến trên bộ, phe Đồng Minh có lợi thế tuyệt đối về hải quân và phòng thủ với quân số tương đối áp đảo, còn quân Đức có ưu thế không quân, binh lính được huấn luyện tốt hơn, và có một tinh thần ganh đua giành chiến thắng không thể suy chuyển.

## Cơ cấu binh lực hai bên

### Phe Đồng Minh

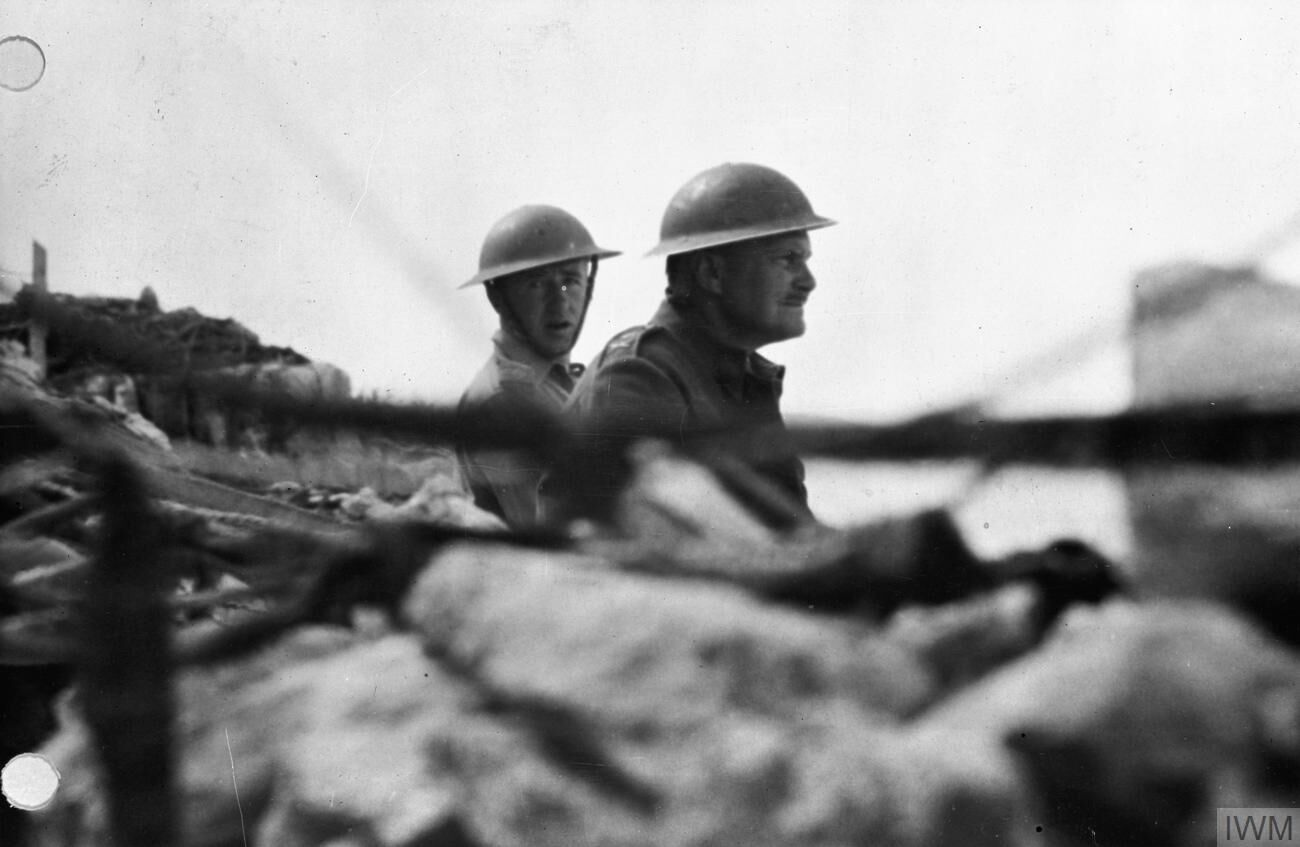
Thiếu tướng Freyberg, tư lệnh quân Đồng Minh trong trận Crete

Ngày 30 tháng 4 năm 1941, một sĩ quan lục quân New Zealand, thiếu tướng Bernard Freyberg, Huân chương Chữ thập Victoria, đã được bổ nhiệm là tư lệnh các lực lượng Đồng Minh trên đảo Crete.
Cho đến tháng 5, các lực lượng Hy Lạp bao gồm xấp xỉ 9.000 binh lính: 3 tiểu đoàn thuộc Sư đoàn Bộ binh số 5 của Lục quân Hy Lạp, vốn được để lại khi phần lớn sư đoàn này chuyển đến đất liền trước đó để đối phó cuộc tiến công của Đức; đội Hiến binh Crete - một lực lượng có quy mô cấp tiểu đoàn; Tiểu đoàn Đồn trú Heraklion - một tiểu đoàn phòng thủ chủ yếu bao gồm các nhân viên vận tải, hậu cần; và những gì còn lại thuộc các sư đoàn lục quân Hy Lạp số 12 và 20, chạy thoát được đến Crete và nằm dưới quyền chỉ huy của bộ tư lệnh Anh. Ngoài ra còn có những học viên đến từ học viện Hiến binh và các tân binh của trung tâm huấn luyện Hy Lạp ở Peloponnese, được chuyển đến Crete để thay thế những binh lính đã qua đào tạo bị điều vào đất liền. Những đội quân này đã được biên chế thành các trung đoàn tuyển mộ huấn luyện có đánh số, và người ta quyết định sử dụng đội hình hiện có này để tổ chức quân lính Hy Lạp, bổ sung cho số quân đã có kinh nghiệm đến từ đất liền.
Đội ngũ Khối Thịnh vượng chung Anh ban đầu gồm 14.000 quân đồn trú Anh và sau đó có thêm 25.000 quân của khối từ đất liền sơ tán đến. Số người được di tản khá là hỗn độn, tìm được trong mọi đợt sơ tán - những đơn vị căn bản còn nguyên vẹn vẫn nằm dưới quyền bộ chỉ huy của họ, những đơn vị tập hợp được các chỉ huy vội vã ghép lại tại chỗ với nhau, những người tụt lại sau mà không có chỉ huy thuộc mọi cấp đơn vị, và những người đào ngũ. Hầu hết trong số này đều thiếu những trang bị hạng nặng. Các đơn vị chủ chốt được hình thành là Sư đoàn New Zealand số 2 (thiếu mất Lữ đoàn 6 và sở chỉ huy của sư đoàn); Cụm Lữ đoàn Úc số 19; và Lữ đoàn Bộ binh Anh số 14. Tổng cộng, đã có khoảng 15.000 quân bộ binh của Khối Thịnh vượng chung sẵn sàng chiến đấu, được tăng cường thêm khoảng 5.000 người không thuộc bộ binh nhưng được trang bị như bộ binh, và một khẩu đội pháo binh Úc hỗn hợp. Ngày 4 tháng 5, Freyberg đã gửi một thông điệp đến cho viên tổng tư lệnh Anh tại Trung Đông, tướng Archibald Wavell, yêu cầu sơ tán khoảng 10.000 nhân viên không có vũ khí và "ít hoặc không có gì làm ngoài việc vướng vào những rắc rối với dân chúng". Tuy nhiên, cho đến thời điểm trận chiến bắt đầu thì một số người trong đó vẫn còn ở lại Crete.

### Phe Trục

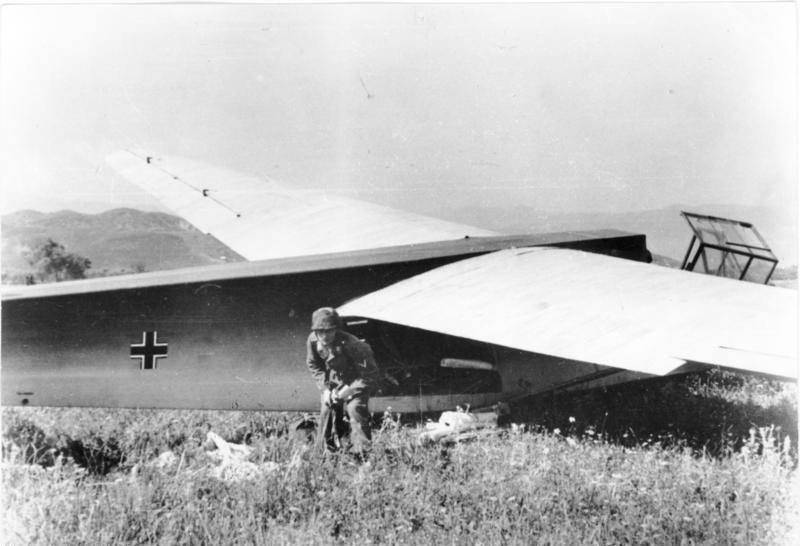
Một lính dù Đức bên cạnh một chiếc tàu lượn DFS 230 tại Crete.

Ngày 25 tháng 4, Hitler đã ký Chỉ thị Số 28, ra lệnh tiến hành chiến dịch xâm chiến đảo Crete. Lúc này các lực lượng của Hải quân Hoàng gia Anh từ Alexandria vẫn giữ quyền kiểm soát những vùng hải phận xung quanh Crete, vậy nên theo tính chất của trận chiến "không quân chọi hải quân" thì tấn công theo kiểu đổ bộ sẽ là lựa chọn mạo hiểm nhất, bất cứ đòn tấn công nào như vậy cũng sẽ nhanh chóng được định đoạt. Vì đã giành được ưu thế kiểm soát trên không, nên quân Đức quyết định chọn cách tấn công bằng đường không vận.
Đây hẳn là chiến dịch không vận quy mô lớn thực sự đầu tiên trong lịch sử, mặc dù quân Đức vẫn thường sử dụng kiểu tấn công lính dù và chở bằng tàu lượn ở quy mô nhỏ hơn nhiều trong các cuộc xâm chiếm tại Đan Mạch, Na Uy, Bỉ, Hà Lan, Pháp và phần đất liền Hy Lạp. Trong trận chiến gần đây nhất, lính dù Đức (Fallschirmjäger) đã được phái đi đánh chiếm cây cầu bắc qua Kênh đào Corinth mà Công binh Hoàng gia Anh lúc đó đang sẵn sàng phá hủy. Công binh Đức được đổ bộ bằng tàu lượn lên gần cầu, trong khi bộ binh nhảy dù tấn công tuyến phòng thủ vòng ngoài. Cây cầu đã bị hư hỏng trong cuộc chiến, làm chậm bước tiến của Đức và giúp phe Đồng Minh có thời gian sơ tán 18.000 quân ra Crete và thêm 23.000 quân khác đến Ai Cập, cho dù phải chịu để lại hầu hết các trang bị hạng nặng.

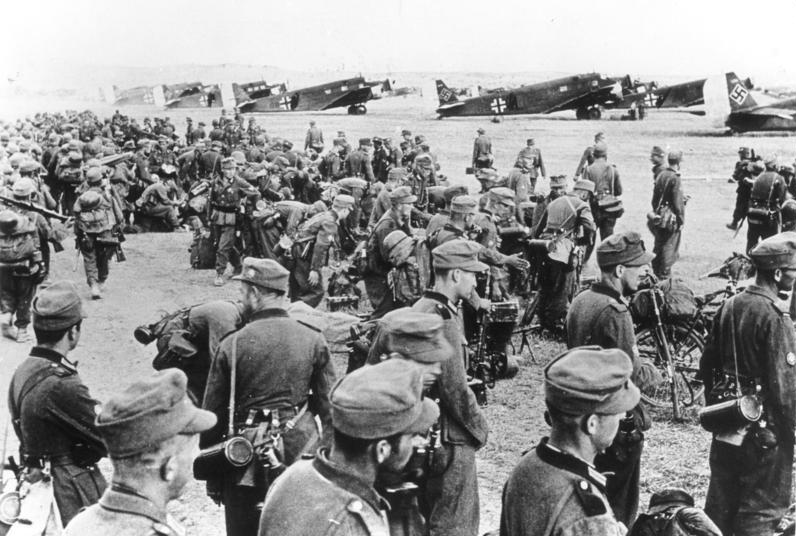
Quân sơn chiến Đức trước khi được điều đến Crete

Ý định của Đức là dùng lực lượng Fallschirmjäger để đánh chiếm các vị trí quan trọng trên đảo, bao gồm các sân bay mà sau đó có thể sử dụng để đổ thêm quân tiếp viện và đồ tiếp tế. Quân đoàn Không quân số 11 (XI Fliegerkorps) sẽ phối hợp tấn công với quân nhảy dù thuộc Sư đoàn Không quân số 7. Sau đó, một khi các sân bay đã bị chiếm thì đến lượt Sư đoàn Không quân Đổ bộ số 22. Ban đầu, cuộc tấn công được ấn định vào ngày 16 tháng 5, nhưng đã bị hoãn đến ngày 20, và Sư đoàn Không quân Đổ bộ 22 được thay bằng Sư đoàn Sơn chiến số 5 của Đức.

## Tình báo

### Anh
Cho đến lúc này, bộ chỉ huy phe Đồng Minh đã biết trước về cuộc tấn công sắp diễn ra nhờ chặn bắt được mật mã Ultra của đối phương. Tướng Bernard Freyberg đã được các bộ phận thuộc lực lượng không quân Anh thông báo về kế hoạch của Đức, và đã cho bắt đầu chuẩn bị một hệ thống phòng thủ bao quanh các sân bay và dọc theo bờ biển phía bắc đảo. Tuy nhiên, ông gặp phải khó khăn nghiêm trọng do thiếu thốn các trang bị hiện đại, và phải đối mặt với thực tế là ngay cả những lính dù trang bị nhẹ cũng có thể tập hợp được hỏa lực mạnh ngang ngửa với lực lượng của ông, thậm chí là mạnh hơn. Ngoài ra, mặc dù nguồn tin tình báo Ultra mà Freyberg nhận được rất là chi tiết, nhưng chúng bị tách ra khỏi ngữ cảnh và dẫn đến việc diễn giải sai lầm. Khi chú trọng vào đòn tấn công không vận, thì các thông điệp của Đức lại đề cập đến những hoạt động trên biển, điều này gây ảnh hưởng nghiêm trọng đến việc triển khai quân của Freyberg, vì ông ta dự kiến sẽ có một cuộc đổ bộ bằng tàu, kết quả là đã làm giảm bớt sức mạnh phòng thủ tại mục tiêu chính của Đức là sân bay Maleme.

### Đức

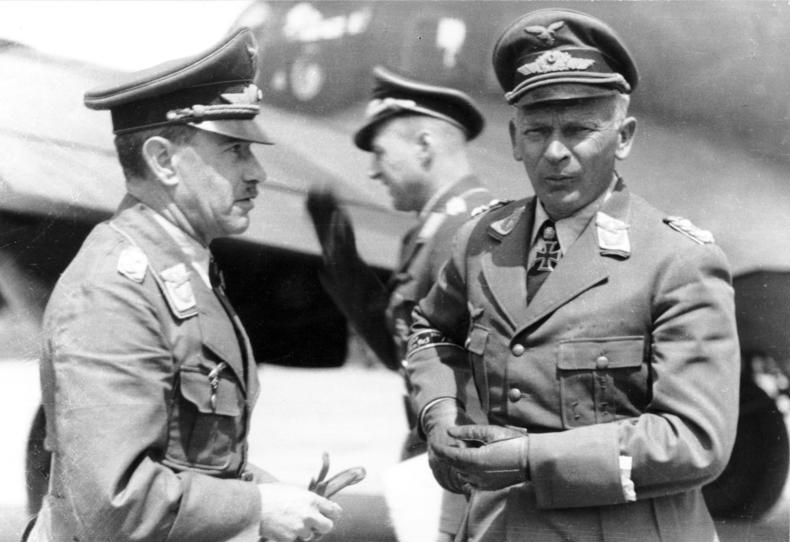
Alexander Löhr và Wolfram von Richthofen (năm 1942)

Đô đốc Wilhelm Canaris, giám đốc cơ quan tình báo quân sự Đức Abwehr, lúc đầu đã báo cáo rằng chỉ có 5.000 lính Anh và không có quân Hy Lạp trên đảo Crete. Không rõ là Canaris, người nắm trong tay một mạng lưới tình báo rộng khắp dưới quyền, đã bị thông báo sai hay ông ta đang tìm cách phá hoại kế hoạch của Hitler (vì Canaris sau này đã bị hành hình trong chiến tranh do bị cho là có tham gia vào vụ Âm mưu 20 tháng 7). Abwehr cũng dự đoán rằng dân chúng Crete sẽ chào đón quân Đức như những người giải phóng, bởi lẽ họ là những người có xu hướng cộng hòa chống đối mạnh mẽ chế độ quân chủ, và muốn nhận được "...những đề nghị có lợi đã được dàn xếp trên lục địa..." Mặc dù đúng là cựu thủ tướng Eleftherios Venizelos của nước cộng hòa Hy Lạp là một người dân Crete, và trên đảo này người ta ủng hộ mạnh mẽ tư tưởng của ông, nhưng người Đức đã đánh giá quá thấp tinh thần yêu nước của một phần cư dân đảo. Thực tế, Quốc vương George II của Hy Lạp và đoàn tùy tùng của ông đã trốn thoát khỏi Hy Lạp qua lối đảo Crete với sự giúp đỡ của binh lính Hy Lạp và Khối Thịnh vượng chung, và của cả dân chúng Crete, trong đó còn có một nhóm tù nhân được phóng thích nhờ chính cuộc tiến công của Đức.
Tập đoàn Tình báo số 12 của Đức nhận định tình hình một cách ít lạc quan hơn, nhưng vẫn tin rằng lực lượng của Khối Thịnh vượng chung Anh yếu hơn nhiều so với thực tế, và cũng đánh giá thấp cả số lượng quân Hy Lạp đã được sơ tán đến từ đất liền. Tướng Alexander Löhr, tư lệnh chiến trường, đã bị thuyết phục rằng có thể đánh chiếm hòn đảo chỉ với 2 sư đoàn, nhưng vẫn quyết định giữ Sư đoàn Sơn chiến số 6 tại Athens để làm lực lượng dự bị. Những sự kiện diễn ra sau này đã chứng minh rằng đó là một sự đề phòng khôn ngoan.

## Vũ khí

### Đức

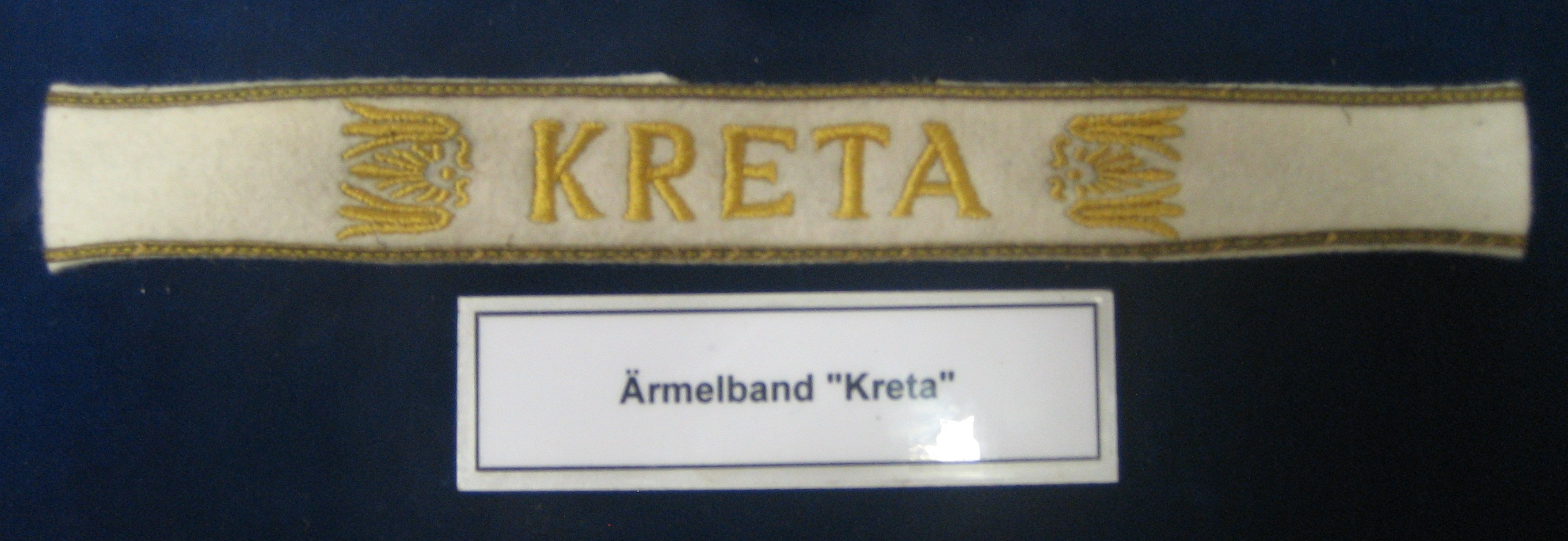
Phù hiệu của quân đội Đức Quốc xã (tiếng Đức: ärmelband) cho chiến dịch tại Crete

Quân Đức đã cho triển khai một loại vũ khí mới trong trận Crete: "pháo nhẹ" (thực chất là súng không giật) 7.5 cm Leichtgeschütz 40. Với trọng lượng 150 kg, nó nặng bằng 1/10 và có tầm bắn dài bằng 2/3 một khẩu pháo dã chiến tiêu chuẩn 75 mm của Đức, bắn được viên đạn nặng 5,9 kg đi xa hơn 4,8 km.
1/4 số lính Đức thuộc các đơn vị không vận nhảy dù có mang theo một khẩu súng tiểu liên MP-40, và thường có kèm thêm một khẩu súng trường Karabiner 98k hoạt động theo kiểu chốt. Ngoài ra, hầu hết mọi tốp lính dù Đức đều được trang bị thêm một khẩu súng máy đa chức năng MG-34.
Người Đức sử dụng loại dù có mã màu để phân biệt các hộp đựng chứa súng trường, đạn dược, vũ khí cộng đồng và các đồ tiếp tế khác. Trang bị nặng như súng Leichtgeschütz 40 được thả bằng một loại dù lượn đặc biệt có ba tấm dù, được thiết kế chịu được trọng lượng phụ thêm vào.
Quân lính còn được mang theo những dải vải đặc biệt có thể giương lên cao thành những hình dạng được thống nhất từ trước để báo hiệu cho các máy bay tiêm kích bay tầm thấp phối hợp yểm trợ và cho việc thả đồ tiếp tế.
Trong khi lực lượng của hầu hết các quốc gia lúc đó nhảy dù với vũ khí cá nhân được gắn vào cơ thể, thì cách làm của Đức là cho thả vũ khí riêng lẻ rơi trong các hộp đựng, vì họ có truyền thống hay rời khỏi máy bay ở độ cao thấp. Đây là một sai sót lớn khiến cho lính dù chỉ có mỗi dao găm, súng ngắn và lựu đạn để tác chiến trong thời gian vài phút quan trọng ban đầu sau khi đổ bộ. Dù của người Đức với kiểu thiết kế còn thiết sót cũng làm nghiêm trọng thêm vấn đề: một chiếc dù lượn tiêu chuẩn chỉ có duy nhất một dây điều khiển cho mỗi tấm dù, và như vậy không thể nào chỉnh hướng được. Thậm chí 25% số lính dù được trang bị súng tiểu liên cũng bị bất lợi rõ rệt trước đối phương do tầm bắn của vũ khí bị giới hạn. Rất nhiều lính dù Đức đã bị bắn hạ trong khi cố gắng tiếp cận các hộp đựng vũ khí.

### Hy Lạp
Quân lính Hy Lạp được trang bị loại súng cạc-bin 6.5×54mm Mannlicher-Schönauer hoặc súng trường 8x56R Steyr-Mannlicher M1895 trước vốn là của Áo (là một phần khoản bồi thường cho cuộc chiến tranh thế giới thứ nhất). Có khoảng một ngàn người Hy Lạp mang loại súng trường Gras kiểu cổ. Quân đồn trú trước đó đã bị lấy đi những vũ khí cộng đồng tốt nhất để gửi vào đất liền. Có 12 khẩu súng máy hạng nhẹ lỗi thời Saint Etienne và 40 súng máy hạng nhẹ khác thuộc nhiều loại khác nhau cho quân Hy Lạp sử dụng. Nhiều binh lính Hy Lạp có không đến 30 viên đạn, và người Anh không thể tiếp tế cho họ vì không có kho đạn nào cùng cỡ. Điều này tác động đến cách bố trí chiến đấu trong trận chiến: những người không có đủ đạn dược được điều đến phần phía đông hòn đảo, nơi được cho là sẽ không có nhiều quân Đức. Người Hy Lạp bù đắp lại tình trạng thiếu trang bị bằng sức mạnh tinh thần; và sử gia Christopher Buckley đã ghi nhận "...một số người đã chiến đấu với lòng dũng cảm và sự bền bỉ tột cùng."

### Khối Thịnh vượng chung Anh
Quân đội Khối Thịnh vượng Chung Anh sử dụng những loại súng trường tiêu chuẩn loại Lee-Enfield, là súng máy hạng nhẹ Bren và súng máy hạng trung Vickers. Quân Đồng Minh có khoảng 85 khẩu pháo các cỡ khác nhau, nhiều khẩu trong số đó là pháo chiếm được của quân Ý và không có bộ phận ngắm.
Hệ thống phòng không bao gồm một khẩu đội phòng không được trang bị pháo tự động 20 li, bị chia nhỏ ra cho hai sân bay. Các khẩu đại bác được che giấu cẩn thận, thường là ở trong những lùm cây ô liu ở gần đó, và một số đã được lệnh phải kiềm chế hỏa lực trong đợt tấn công đầu tiên để tránh sớm bị lộ vị trí trước các máy bay tiêm kích và máy bay ném bom bổ nhào của Đức.
Lực lượng thiết giáp Đồng Minh bao gồm 9 chiếc xe tăng bộ binh Matilda IIA thuộc đội "B", Lữ đoàn Xe tăng Hoàng gia số 7, và 16 Mk VIB thuộc đội "C", Lữ đoàn Khinh kỵ binh Riêng của Nữ hoàng số 4. Vào thời điểm đó, thông thường với hầu hết các đơn vị xe tăng Anh, các khẩu pháo 40 li nặng 2 pound của xe tăng Matilda chỉ có mỗi loại đạn xuyên giáp không thích hợp chống lại bộ binh (những viên đạn dễ gây nổ trong một đường kính nhỏ như vậy được xem là không thực tế).
Những chiếc xe tăng này có rất nhiều vấn đề về bảo trì. Nhất là các động cơ đã bị hao mòn và không thể đại tu do tình trạng thiếu thốn nguồn lực trên đảo Crete. Do đó hầu hết trong số chúng được sử dụng như những công sự di động để đem đến chôn tại các vị trí chiến lược. Có chiếc Matilda bị hỏng tay quay tháp pháo nên chỉ có thể quay theo một chiều kim đồng hồ. Sau cùng, Anh đã bị mất nhiều xe tăng do địa hình gồ ghề chứ không phải trong chiến đấu.
Phe Đồng Minh không có phương tiện chở quân hiệu quả như Universal Carrier hay xe tải, để có thể tăng thêm tính di động và hỏa lực cần thiết cho các đội phản ứng nhanh để tấn công những đơn vị dù trước khi họ có cơ hội tiến sâu hơn.

## Chiến lược và chiến thuật

### Chiến dịch Mercury

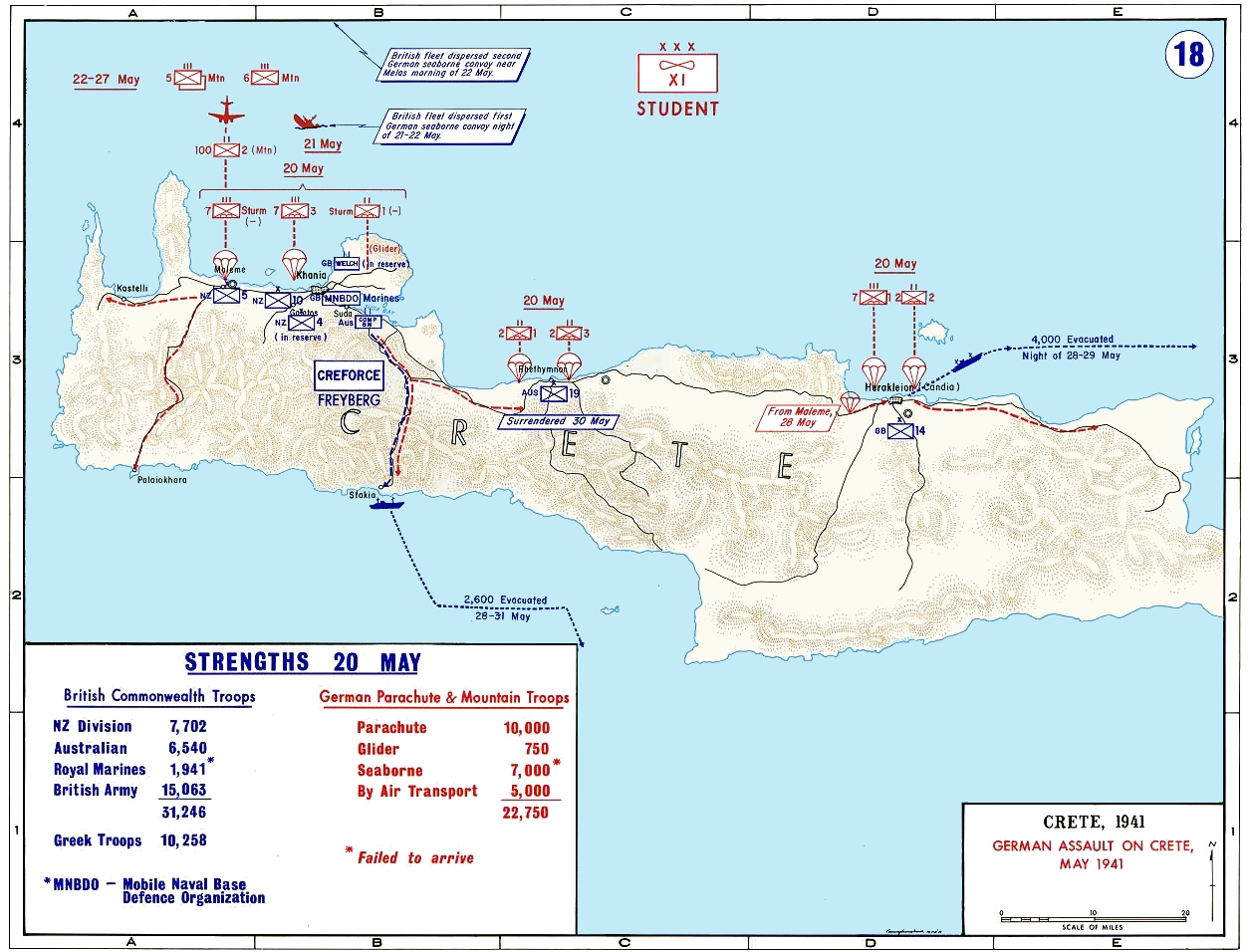
Bản đồ cuộc tấn công của Đức trên đảo Crete

Trong chỉ thị của Hitler cho phép triển khai chiến dịch, Chỉ thị Số 28, có nêu rất rõ ràng rằng lực lượng được sử dụng chủ yếu là các đơn vị không vận và không quân sẵn có trong khu vực. Ngoài ra, những đơn vị nào vừa tham gia tấn công Crete nhưng vừa được dành cho chiến dịch Barbarossa sau đó thì phải ngưng hoạt động muộn nhất là trước cuối tháng 5. Chiến dịch tại đảo Crete không được làm ảnh hưởng đến thời hạn của kế hoạch Barbarossa. Điều này có nghĩa là đòn tấn công dự kiến phải được bắt đầu trong khoảng thời gian quy định nếu không sẽ bị hủy bỏ. Công tác lên kế hoạch được cấp tốc đẩy mạnh, và người Đức đã phải ứng biến nhiều hoạt động, trong đó có cả việc sử dụng những lính dù không được đào tạo cho kiểu tấn công không vận.
Mặc dù những người lên kế hoạch bên phía Đức nhất trí rằng cần thiết phải chiếm lấy sân bay Maleme, nhưng lại có một số tranh cãi về việc tập trung lực lượng ở đó và số quân được triển khai tại các mục tiêu khác, như các sân bay nhỏ hơn tại Heraklion và Rethymno. Trong khi tư lệnh không quân Luftwaffe, thượng tướng Alexander Löhr và tư lệnh hải quân, Đô đốc Karl-Georg Schuster ủng hộ tập trung lực lượng mạnh hơn tại Maleme, nhằm tạo ưu thế lực lượng áp đảo thì ngược lại, thiếu tướng Kurt Student muốn phân tán lính dù ra rộng hơn để tối đa hóa hiệu quả của yếu tố bất ngờ. Là mục tiêu chính, Maleme có rất nhiều lợi thế: nó là sân bay lớn nhất, có khả năng hỗ trợ các máy bay vận tải hạng nặng chở quân tiếp viện; nó cũng ở gần đất liền đủ cho các máy bay tiêm kích Messerschmitt Bf 109 tại đó hỗ trợ kiểm soát bầu trời; và nó nằm gần bờ biển phía bắc, như vậy quân tăng viện bằng đường biển có thể được đưa đến một cách nhanh chóng.
Hermann Göring đã đưa ra một kế hoạch có tính thỏa hiệp giữa hai quan điểm trên và được tán thành. Kế hoạch cuối cùng chú trọng việc chiếm lấy Maleme trước tiên, nhưng cũng không bỏ qua các cơ sở khác của Đồng Minh. Nó được mang mật danh Merkur, đặt theo tên vị thần Mercury trong thần thoại La Mã. Lực lượng Đức được chia làm ba cụm tác chiến, Trung tâm, Tây và Đông, mỗi cụm có một mật danh đặc biệt đặt theo tên các vị thần khác tương tự Mercury. Tổng cộng có 750 lính tàu lượn, 10.000 lính dù, 5.000 quân sơn chiến chở bằng máy bay và 7.000 quân đi đường biển được dành cho cuộc tiến công này. Trong đó Cụm Tây chiếm tỷ lệ lực lượng lớn nhất.
| Gruppe Mitte (Cụm Trung tâm) | Mars  | Thiếu tướng Wilhelm Süssman | Prison Valley, Chania, Souda, Rethymno |
| Gruppe West (Cụm Tây)        | Comet | Thiếu tướng Eugen Meindl    | Maleme                                 |
| Gruppe Ost (Cụm Đông)        | Orion | Đại tá Bruno Bräuer         | Heraklion                              |

Học thuyết không vận của Đức chủ yếu dựa trên cơ sở cho quân nhảy dù theo số lượng nhỏ trực tiếp trên các sân bay của đối phương. Lực lượng này sẽ đánh chiếm khu vực vòng ngoài và các khẩu pháo phòng không, để cho một lực lượng khác lớn hơn nhiều có thể đổ bộ bằng tàu lượn.
Freyberg đã nhận ra điều này sau khi nghiên cứu các chiến dịch của Đức trong năm trước đó, và quyết định sẽ làm cho các sân bay ở Crete không thể sử dụng cho việc hạ cánh được nữa. Tuy nhiên, ông đã bị Bộ Tư lệnh Trung Đông ở Alexandria bác bỏ. Kể từ khi biết về cuộc tấn công này thì họ cảm thấy rằng nó chắc chắn sẽ thất bại, và có thể họ muốn duy trì các sân bay được nguyên vẹn để cho lực lượng Không quân Hoàng gia Anh (RAF) có thể trở lại một khi hòn đảo đã được an toàn, và một số người đã cho rằng đây là một sai lầm chí mạng. Điều đó không hẳn đúng vì trong trường hợp này, quân Đức đã chứng minh là họ có thể đổ quân tiếp viện mà không cần các sân bay có đầy đủ chức năng. Có một phi công Đức đã đáp nhầm chiếc máy bay vận tải của mình lên một bãi biển hoang vắng; nhiều trường hợp khác hạ cánh xuống các cánh đồng trống, đổ quân và lại cất cánh bay tiếp. Đối với quân Đức sẵn sàng hy sinh một số lượng lớn các máy bay vận tải chỉ để đạt được chiến thắng, thì quyết định phá hủy các sân bay chưa hẳn đã có thể tạo nên một kết quả cuối cùng nào khác, nhất là với số quân được vận chuyển bằng những tàu lượn quân sự - vốn là đồ dùng một lần và có thể thoải mái phung phí được.

## Ngày thứ nhất, 20 tháng 5

### Khu Maleme-Chania

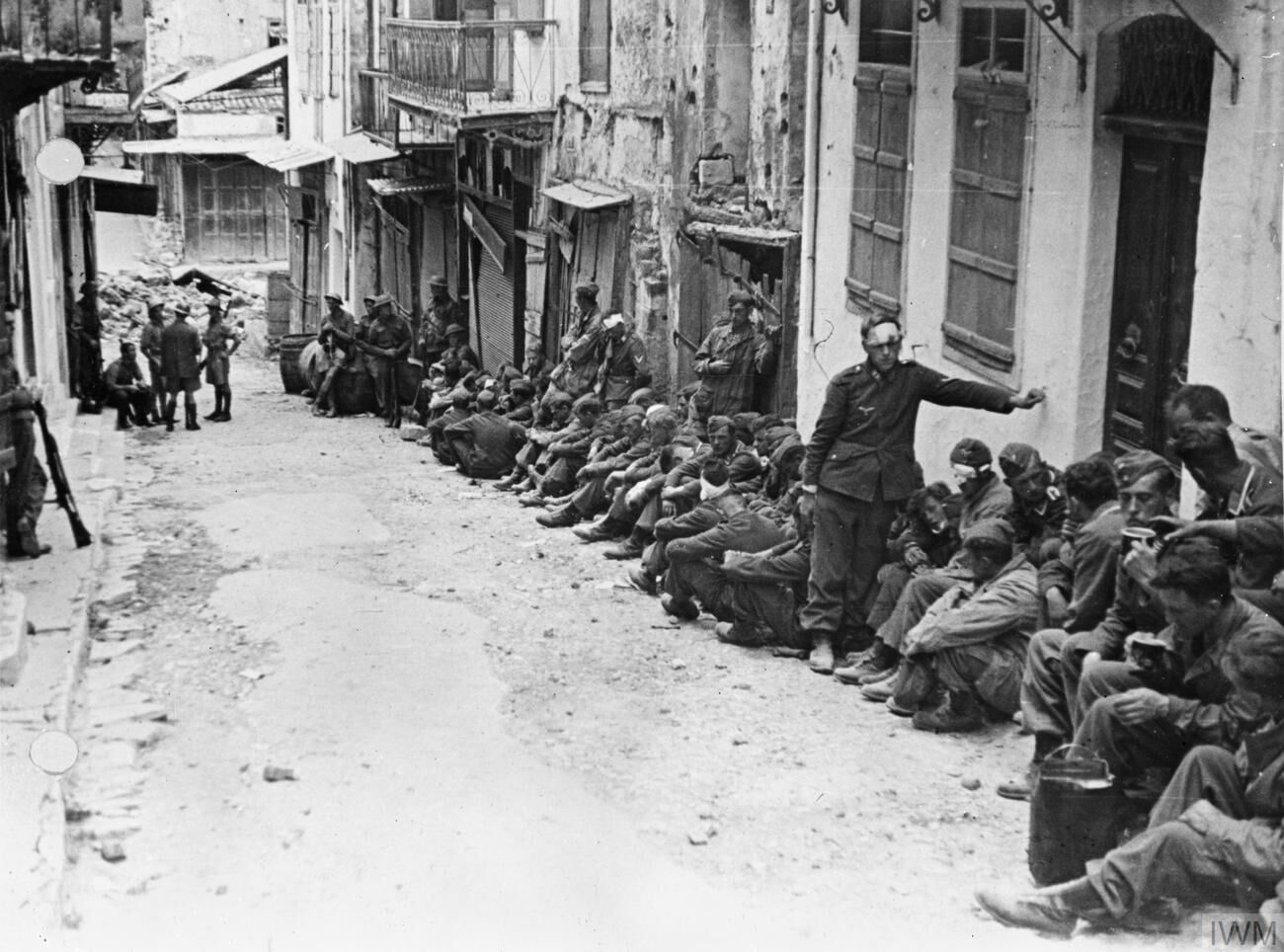
Lính nhảy dù Đức bị quân Anh bắt giữ và canh gác

Vào lúc 8h00 ngày 20 tháng 5, lính dù Đức từ các máy bay Junkers Ju 52 đã được thả xuống ở gần sân bay Maleme và thị trấn Chania. Các tiểu đoàn New Zealand số 21, 22 và 23 phòng thủ sân bay Maleme và khu vực lân cận ngay quanh đó. Quân Đức đã chịu thiệt hại nặng nề trong những giờ đầu tiên của cuộc chiến. Một đại đội thuộc Tiểu đoàn III, Trung đoàn Xung kích số 1 mất đến 112 người bị chết trong tổng số 126; và 400 trong số 600 lính của tiểu đoàn đó đã bị giết trước khi ngày thứ nhất kết thúc.
Các lực lượng ban đầu của Đức đa phần đã bị quân New Zealand phòng thủ sân bay và quân Hy Lạp ở quanh Chania đánh cho tơi tả. Nhiều tàu lượn chở lính dù đã bị bắn hạ bằng súng cối chỉ vài giây sau khi hạ cánh. Những toán quân chở bằng tàu lượn mà đổ bộ an toàn thì gần như đều bị quân phòng thủ New Zealand và Hy Lạp xóa sổ đến người cuối cùng.
Có một số lính nhảy dù và tàu lượn Đức vô tình đổ bộ sai vị trí ở gần cả hai sân bay, điều này rất thường thấy trong công tác thả dù, và họ đã thiết lập các vị trí phòng thủ tại hai địa điểm: một ở phía tây sân bay Maleme và hai ở khu "Prison Valley" (Thung lũng Tù nhân) thuộc địa phận Chania. Mặc dù cả hai lực lượng này đều bị giam chân tại chỗ và không chiếm được các sân bay, nhưng họ đã giữ nguyên được vị trí và buộc quân phòng thủ phải triển khai đối phó.
Các lực lượng cảnh sát và học viên sĩ quân Hy Lạp cũng đã hành động, Trung đoàn Hy Lạp số 1 (Tạm thời) phối hợp với dân thường đánh tan một biệt đội lính dù Đức được thả xuống tại Kissamos. Đồng thời, Trung đoàn Hy Lạp số 8 và các thành phần thuộc lực lượng của đảo Crete đã chặn đứng cuộc tiến quân của Tiểu đoàn Trinh sát 95 tại Kolimbari và Paleochora, những nơi mà quân tiếp viện Đồng Minh từ Bắc Phi có khả năng đổ bộ lên được.

### Khu Rethymno-Heraklion

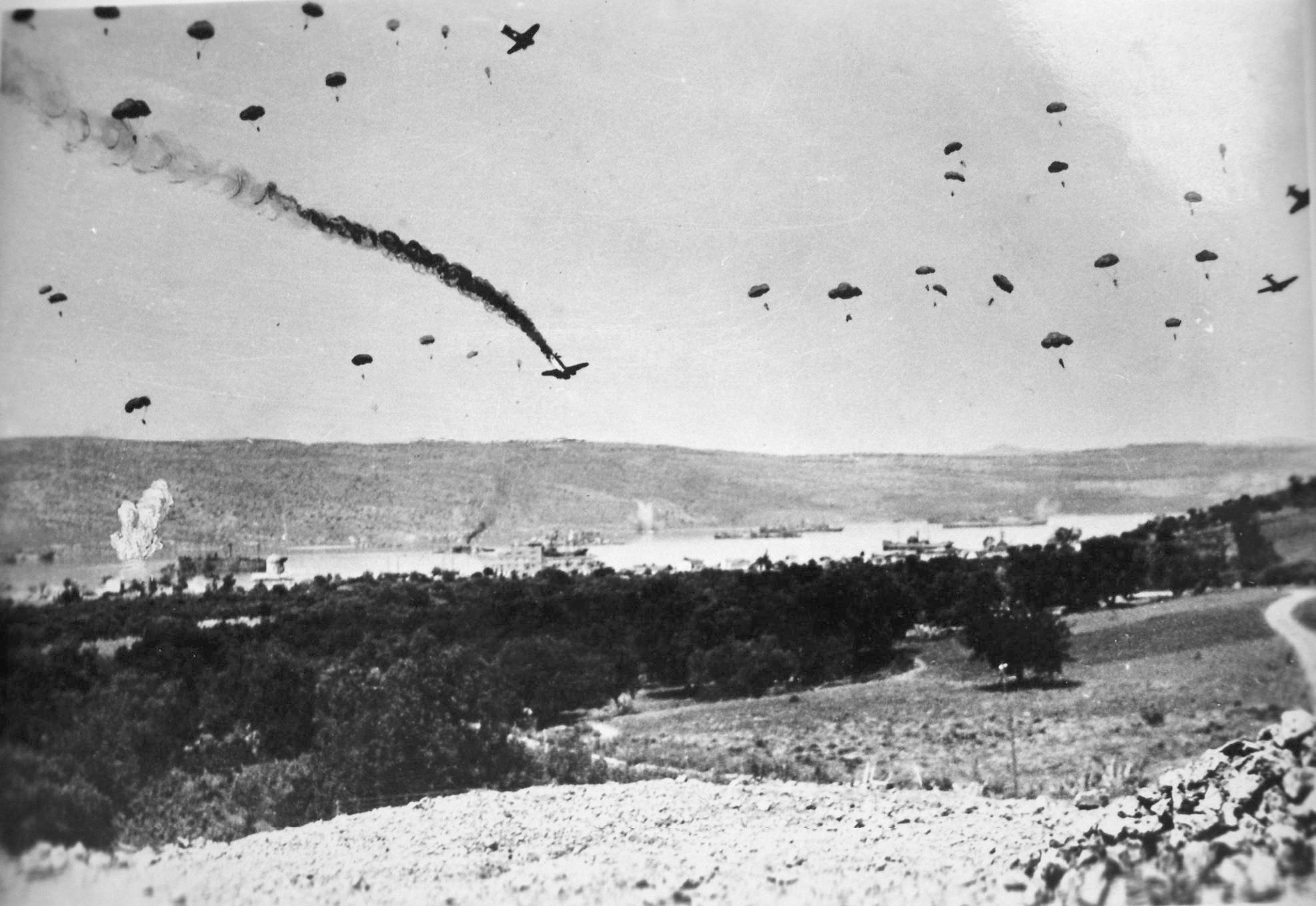
Thêm nhiều lính dù Đức được thả xuống Crete từ các máy bay vận tải Junkers 52, ngày 20 tháng 5 năm 1941. Ảnh chụp của một nhiếp ảnh gia chiến trường người Anh, bức ảnh này đã được chỉnh sửa cho thêm vệt khói đen từ một chiếc Ju 52 bị thương, để phục vụ mục đích tuyên truyền. Thực tế, có nhiều máy bay đã bị hỏa lực phòng không tiêu diệt trong quá trình thả dù nhưng không có chiếc nào bị bắn hạ vào thời điểm bức ảnh này được chụp

Đợt máy bay thứ hai của Đức đã đến vào buổi chiều hôm đó và thả thêm lính dù cùng rất nhiều tàu lượn chở theo quân xung kích trang bị vũ khí nặng, một nhóm đã tấn công Rethymno lúc 16h15 và nhóm khác tại Heraklion lúc 17h30. Cũng như với đợt tấn công trước đó, quân phòng thủ đã sẵn sàng chờ đón và gây cho họ những thương vong nặng nề.
Heraklion do Lữ đoàn Bộ binh số 14 của Anh đóng giữ, được tăng cường thêm Tiểu đoàn Bộ binh Úc 2/4 và các tiểu đoàn số 3, số 7 cùng Tiểu đoàn "Đồn trú" (vốn là Sư đoàn "Crete" số 5 cũ). Các đơn vị Hy Lạp bị thiếu thốn nghiêm trọng về trang bị và vật tư, đặc biệt là Tiểu đoàn Đồn trú, do phần lớn các trang thiết bị đã chuyển đến đất liền theo sư đoàn, nhưng dù vậy họ vẫn chiến đấu một cách xuất sắc.
Trong ngày đầu tiên, quân Đức đã chọc thủng hàng rào phòng thủ xung quanh Heraklion, đánh chiếm các trại lính Hy Lạp ở phía tây thị trấn và chiếm các bến tàu; nhưng quân Hy Lạp đã phản công và giành lại được các mục tiêu trên. Người Đức cho thả truyền đơn kêu gọi đầu hàng và đe dọa sẽ có hậu quả tàn khốc nếu quân Đồng Minh không chịu ra hàng ngay lập tức. Ngày hôm sau, Heraklion bị ném bom dữ dội. Các đơn vị Hy Lạp nào chịu tổn thất đã được luân chuyển và đảm nhận một vị trí phòng thủ khác trên con đường dẫn tới Knossos.
Khi đêm đến, quân Đức vẫn chưa đánh chiếm được một mục tiêu nào. Trong số 493 máy bay vận tải Đức được sử dụng trong ngày thả dù đầu tiên, có 7 chiếc bị hỏa lực phòng không bắn hạ. Kế hoạch đầy mạo hiểm - cho tấn công vào 4 địa điểm riêng biệt nhằm tối đa hóa hiệu quả của yếu tố bất ngờ chứ không tập trung quân lại - xem ra đã thất bại, mặc dù vào thời điểm đó người Đức vẫn chưa biết lý do tại sao.
Đến tối ngày 20 tháng 5, quân Đức dần dần đẩy lui quân New Zealand ra khỏi Đồi 107, một cao điểm bao quát sân bay Maleme. Các viên tư lệnh phe Trục tại Crete đã quyết định sẽ tung tất cả nguồn lực vào khu vực này trong ngày hôm sau.
Trong số lính dù Đức đổ bộ trong ngày thứ nhất, có cựu vô địch thế giới quyền Anh hạng nặng Max Schmeling, lúc này đang mang cấp bậc Gefreiter. Schmeling đã sống sót qua trận chiến này và qua cả cuộc chiến tranh.

### Dân chúng nổi dậy

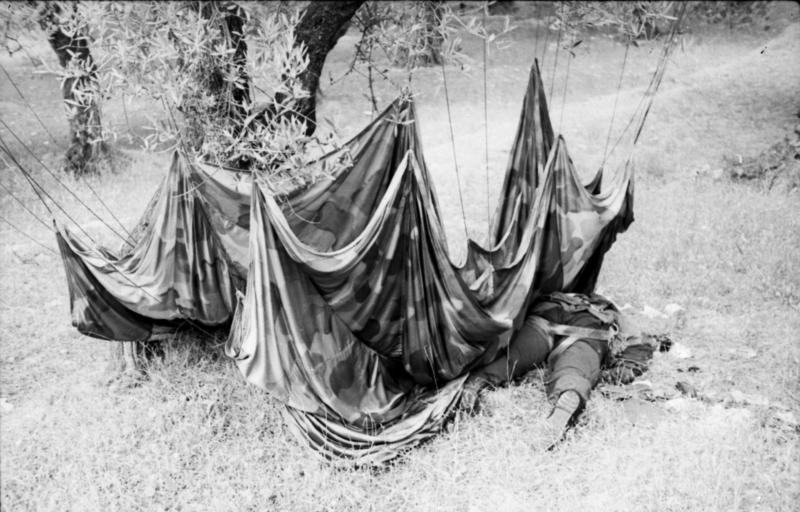
Lính dù Đức tử trận tại Crete, năm 1941

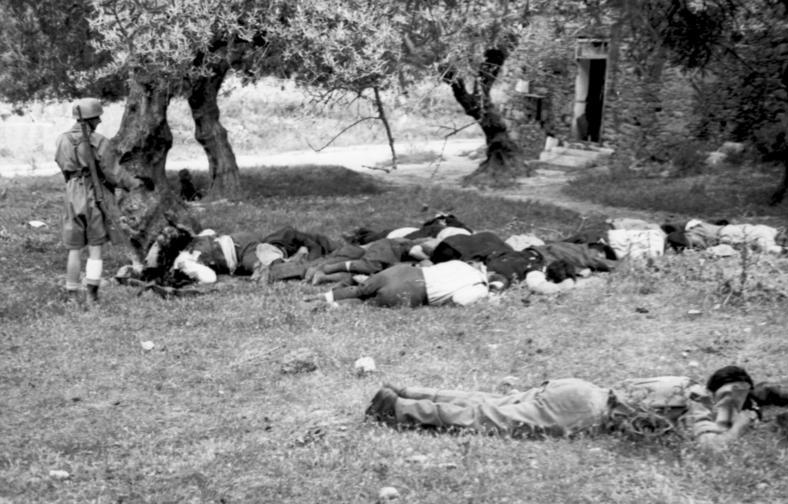
Thường dân Crete bị hành hình trong Vụ thảm sát Kondomari, Crete, 1941

Ở khắp nơi trên đảo, thường dân Crete – đàn ông, đàn bà, trẻ em, linh mục, tu sĩ và cả nữ tu, dù có vũ trang hay không – đã tham gia trận chiến bằng bất cứ loại vũ khí gì có trong tay. Ở một số nơi, súng trường nòng dài kiểu cổ, được sử dụng lần cuối cùng trong cuộc chiến với người Thổ Nhĩ Kỳ, đã được đào lên khỏi chỗ giấu và đem ra chiến đấu. Ở vài nơi khác, dân thường lao vào chiến đấu chỉ với những gì họ kiếm được trong nhà bếp hoặc nhà kho, và nhiều lính dù Đức đã bị đâm hay đập chết trong những lùm cây ô liu rải rác khắp đảo. Trong một trường hợp được ghi nhận, một ông già người Crete đã đánh chết một lính nhảy dù Đức bằng cái ba toong của mình trước khi anh ta kịp gỡ mình ra khỏi những sợi dây dù. Một ví dụ khác, một linh mục cùng con trai đã đột nhập vào bảo tàng của làng và lấy 2 khẩu súng trường từ thời Chiến tranh Balkan để đi bắn tỉa lính dù Đức tại một trong những khu vực đổ bộ. Khi vị linh mục nhắm và bắn bằng khẩu này thì cậu con trai nạp đạn cho khẩu kia. Người dân Crete đã nhanh chóng bổ sung số vũ khí tạm bợ của mình bằng cách lấy vũ khí từ xác lính Đức bị giết chết. Hoạt động của họ không chỉ giới hạn ở mức độ thường dân quấy rối mà còn đóng một vai trò quan trọng trong cuộc phản công của quân Hy Lạp tại Kastelli Hill và Paleochora. Tại những địa điểm đó, các viên cố vấn người Anh và New Zealand đã phải chịu áp lực nặng nề để ngăn chặn cuộc thảm sát xảy ra. Những hoạt động của thường dân cũng đã gây cản trở cho những đội quân Đức tại phía bắc và phía tây Heraklion, cũng như ở chính trung tâm thị trấn.
Đây là lần đầu tiên trong chiến tranh mà quân Đức gặp phải sự kháng cự rộng khắp và không hạn chế từ dân thường, và trong giai đoạn này, nó đã làm họ phải choáng váng. Tuy nhiên, khi đã hồi phục sau cú sốc, lính dù Đức đã đáp lại bằng sự tàn bạo tương tự, họ sát hại rất nhiều dân thường Crete. Ngoài ra, vì phần lớn du kích quân Crete không có đồng phục hay phù hiệu nhận dạng như băng tay, cho nên quân Đức cảm thấy không bị ràng buộc với công ước Genève và giết hại tất cả thường dân có vũ trang lẫn không có vũ trang một cách bừa bãi.

### Quốc vương trốn thoát
Phần lớn người dân đảo Crete là những người theo chủ nghĩa cộng hòa của Venizelos — giống như một số lớn người Hy Lạp trên đất liền. Năm 1924, Quốc vương George II của Hy Lạp đã bị lật đổ và lưu đày tại România, và chỉ có thể trở về vào năm 1935 sau khi chính phủ cộng hòa sụp đổ. Phía Đức nhìn nhận George là một người sùng bái nước Anh đến vô vọng và là một trở ngại cho cuộc chinh phục Hy Lạp, vì họ tin rằng quốc gia này chủ yếu có xu hướng chống chế độ quân chủ. Sau khi quốc vương trốn thoát ra đảo Crete vào ngày 22 tháng 4 và đưa ra một thông điệp mang tính thách thức đến người Đức, Hitler đã đáp lại bằng cách công kích quốc vương trong một bài diễn thuyết ngày 4 tháng 5. Người Anh lo sợ rằng sẽ có một cuộc đảo chính tuyên truyền nếu vị quốc vương được họ bảo hộ bị bắt giữ.
Nhà vua lúc này đang ngụ tại một căn biệt thự kiểu Venice có tên Bella Capina, cách Chania hai dặm về phía đông nam. Được tình báo Anh cảnh báo về chiến dịch không vận sắp diễn ra, ông đã rời đến nhà của thủ tướng Emmanouil Tsouderos tại ngôi làng Perivolia ở gần đó một ngày trước khi cuộc tấn công bắt đầu, nhưng đến sáng hôm sau đã buộc phải chạy trốn khỏi Perivolia. Đoàn tùy tùng của ông suýt chút nữa thì đã bị bắt. Từ trong vườn nhà Bella Capina, người ta đã nhìn thấy lính dù Đức đổ bộ xuống gần biệt thự. Đó là những binh lính thuộc Tiểu đoàn 3, Trung đoàn Dù Súng trường số 3, được phân công phụ trách khu Galatas, và vô tình bị thả nhầm xuống ngôi biệt thự. Hải quân Hoàng gia Anh vốn đã sắp xếp một cuộc sơ tán do đại tá J.S. Blunt, tùy viên quân sự Anh tại Hy Lạp giữ vai trò liên lạc. Một trung đội bộ binh New Zealand do trung úy W.H. Ryan chỉ huy được giao nhiệm vụ đội vệ sĩ bảo vệ, cộng thêm một số hiến binh Crete. Đi cùng với nhà vua gồm có người anh em họ - Hoàng tử Peter; đại tá Dimitrios Levidis; thủ tướng Tsouderos; và Kyriakos Varvaressos, thống đốc lưu vong của Ngân hàng Hy Lạp.
Nhóm người này đã nhiều lần bị cả phía Đức lẫn dân bản địa Crete cản trở. Có một phân đội Hy Lạp đã được phái quay lại để lấy một số giấy tờ còn để sót lại của Tsouderos; và khi trở lại họ báo cáo rằng ngôi nhà đã bị chiếm, có nghĩa là quân Đức giờ đã biết đến sự hiện diện của nhà vua ở gần đó. Trung úy Ryan liền cho nhà vua đổi bộ quân phục của mình có gắn dải viền màu vàng và những đồ trang trí khác để thu hút sự chú ý. Đã có lúc, nhóm đã bị kẹt cứng trước đạn súng trường của dân miền núi Crete. Hoàng tử Peter đã hét lên với họ bằng tiếng Hy Lạp, nhưng bị trả lời rằng "quân Đức cũng nói được tiếng Hy Lạp và mặc đồng phục của người Hy Lạp". Cuối cùng cũng thuyết phục được họ rằng đoàn tùy tùng hoàng gia không phải là gián điệp của Đức, và để cho nhóm đi qua. Đêm đó, những người sơ tán nghỉ ngơi tại ngôi làng Therisso và đã phải giật mình hốt hoảng trước một tiếng ồn tại cửa ra vào, nhưng hóa ra đó là do đám tù nhân mới trốn trại trong ngày hôm đó gây ra. Dường như lòng yêu nước đã lấn át mọi sự thông cảm dành cho những người Đức giải phóng cũng như ác cảm đối với chính thể quân chủ, và đám người thoát ngục ấy đã bỏ đi lục tìm vũ khí thay vì phản bội những đồng bào đang lánh nạn của họ.
Mặc dù buộc phải bỏ lại đàn la chở hành lý và không có những quần áo hay trang bị thích hợp cho việc leo núi, đoàn tùy tùng cũng đã an toàn đến được điểm hẹn. Tại đó, cùng với các thành viên đoàn ngoại giao Anh mới đến gia nhập, họ phát tín hiệu cho tàu HMS Decoy và được đón lên ở bờ biển, sau đó đã tới Alexandria vào đêm ngày 22 tháng 5.

## Ngày thứ hai, 21 tháng 5

### Đêm 20 và sáng 21 tháng 5
Trong đêm hôm 20 tháng 5, Tiểu đoàn New Zealand số 22 đã rút khỏi Đồi 107, bỏ lại sân bay Maleme không được bảo vệ. Lý do là trong ngày hôm trước, quân Đức đã cắt đứt được liên lạc giữa 2 đại đội nằm xa nhất về phía tây với viên chỉ huy của tiểu đoàn là trung tá Leslie Andrew đóng ở phía đông sân bay. Andrew hiểu lầm rằng việc mất liên lạc có nghĩa là lực lượng của ông trên hướng đó đã bị tiêu diệt. Cộng thêm tình hình tiểu đoàn đang bị suy yếu ở phía đông, nên Andrew đã yêu cầu tăng viện cho mình bằng Tiểu đoàn 23, nhưng bị cấp trên là thiếu tướng James Hargest từ chối với lý do Tiểu đoàn 23 đang mắc kẹt với nhiệm vụ đánh lui đám quân dù trong chính khu vực của họ. Sau một nỗ lực dùng phần lực lượng còn lại ở phía đông phản công bị thất bại vào cuối ngày 20, Andrew đã rút lui trong đêm để chấn chỉnh lại, với sự đồng ý của Hargest. Đại úy Campbell, chỉ huy đại đội nằm xa nhất về phía tây của Tiểu đoàn 22, do bị mất liên lạc với Andrew nên đã không biết gì về cuộc rút lui này cho đến tận sáng sớm hôm sau, và đến lúc đó thì ông này cũng rút quân khỏi khu vực phía tây sân bay. Sự hiểu lầm này, một trường hợp tiêu biểu cho tình trạng thiếu liên lạc và phối hợp giữa các đội quân phòng thủ tại Crete, đã khiến Đồng Minh phải trả giá bằng việc đánh mất sân bay Maleme, và giúp cho quân Đức có thể tăng cường lực lượng tấn công mà không bị cản trở.
Cho đến lúc này, ở Athens, tướng Kurt Student đã quyết định sẽ cho tập trung các lực lượng của mình tại Maleme trong ngày 21, vì đây là nơi có nhiều tiến triển nhất trong ngày đầu tiên của cuộc chiến. Một chuyến bay trinh sát của Đức trên không phận sân bay Maleme không gặp phải sự kháng cự nào của lực lượng phòng thủ trong sáng sớm ngày hôm đó cũng góp phần dẫn đến quyết định này. Quân Đức nhanh chóng tận dụng việc đối phương rút khỏi Đồi 107 để chiếm quyền kiểm soát sân bay Maleme, cũng như tiến hành một cuộc đổ bộ đường biển ở ngay gần đó. Phe Đồng Minh tiếp tục rót hỏa lực pháo binh vào khu vực này khi các máy bay vận tải quân sự Junkers Ju 52 của Đức bắt đầu cho đổ Sư đoàn Sơn chiến số 5 tại đây trong đêm. Đến thời điểm này thì người Đức đã có được một chỗ đứng chân chắc chắn trên đảo Crete. 

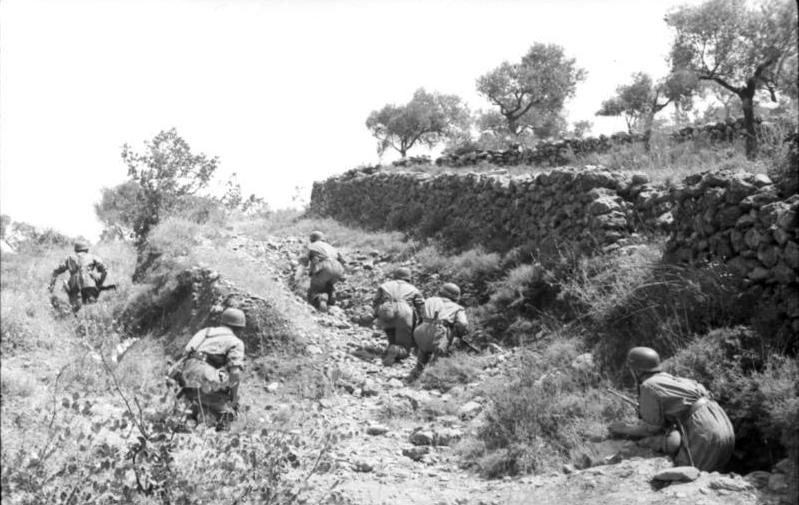
Quân lính Fallschirmjägers đang tấn công

### Nỗ lực chiếm lại sân bay Maleme của Đồng Minh
Viên tư lệnh các lực lượng trên đảo Crete, thiếu tướng Bernard Freyberg đã nhận ra rằng sân bay Maleme là chìa khóa then chốt quyết định trận đánh, và ra lệnh tiến hành một cuộc phản công ban đêm để chiếm lại sân bay trong đêm ngày 21. Quyết định này được truyền ra vào chiều ngày 21, và nó phải chờ Tiểu đoàn 2/7 hành quân 18 dặm lên phía bắc đến thế chỗ Tiểu đoàn New Zealand số 20, lực lượng sẽ tham gia vào cuộc phản công. Tiểu đoàn 2/7 không có phương tiện vận tải riêng, và việc di chuyển của tiểu đoàn đã phải tạm hoãn do ưu thế không quân tuyệt đối của Luftwaffe vào ban ngày. Cho đến khi tiểu đoàn này có được phương tiện vận chuyển và đến thay Tiểu đoàn 20 thì đã là 23h30. Tiểu đoàn 20 sau đó mất thêm 3 tiếng đồng hồ để tới địa điểm tập kết, với các đơn vị đầu tiên đến nơi lúc 2h45. Cuộc phản công bắt đầu lúc 3h30, nhưng do trời đã sáng nên đã bị thất bại trước hỏa lực yểm trợ của Luftwaffe.

### Nỗ lực đổ bộ đầu tiên của Đức
Trước nửa đêm, hải quân Đồng Minh thuộc Lực lượng D của Chuẩn Đô đốc Irvine Glennie, bao gồm 3 tàu tuần dương hạng nhẹ và 4 tàu khu trục, đã chặn đánh một đội tàu nhỏ chở quân tăng viện Đức chỉ có 1 tàu phóng thủy lôi Lupo của Ý hộ tống, ngăn không cho họ đổ bộ. Đoàn tàu vận tải khoảng 20 tàu đánh cá caïque này đã được chiếc tàu chiến Ý bảo vệ quyết liệt. Khoảng 2/3 lực lượng hơn 2.000 người của Đức đã được cứu nhờ hành động tích cực của viên tư lệnh hải quân Ý Francesco Mimbelli trước lực lượng áp đảo hoàn toàn của Đồng Minh. Có khoảng 800 lính Đức và 2 thủy thủ Ý tử trận, đổi lại 2 thủy thủ người Anh trên tàu HMS Orion bị chết.

## Ngày thứ ba, 22 tháng 5

### Sân bay Maleme
Trong đêm 21 tháng 5, quân Đồng Minh đã chuẩn bị thêm một cuộc phản công nữa nhằm vào sân bay Maleme, chìa khóa kiểm soát toàn bộ hòn đảo với 2 tiểu đoàn quân New Zealand: Tiểu đoàn 20 thuộc Lữ đoàn 4 và Tiểu đoàn Māori 28 thuộc Lữ đoàn 5. Một sĩ quan New Zealand có tham dự trận đánh đã phàn nàn rằng do có mệnh lệnh chuyển cuộc phản công từ ban đêm sang ban ngày đã gây trì hoãn quá lâu và khiến cho nó thất bại. Sự lo ngại về một cuộc đổ bộ bằng đường biển của Đức đã giữ chân một số đơn vị vốn dĩ có thể tham gia cuộc phản công ở nguyên tại vị trí. Mặc dù khả năng này đã bị loại trừ bởi sự có mặt của lực lượng Hải quân Hoàng gia Anh hùng mạnh, nhưng họ đã đến quá muộn để có thể thay đổi kế hoạch.
Cuộc phản công bị trì hoãn tại sân bay cuối cùng cũng diễn ra, nhưng là vào ban ngày 22 tháng 5, và đội quân phản công đã hoàn toàn chịu trận trước các máy bay ném bom bổ nhào Stuka, cùng với số lính dù đã bám chắc trên đảo và lực lượng sơn chiến mới đến của Đức. Cuộc tấn công dần dần bị tan tác và không thể chiếm lại được sân bay. Từ lúc này trở đi, quân phòng thủ bắt đầu liên tiếp rút lui sang phần phía đông của hòn đảo, nhằm tránh bị quân Đức đang dấn tới đánh bọc sườn.

### Nỗ lực đổ bộ thứ hai của Đức
Do xác định rằng các tàu vận tải Đức sẽ không thể tiếp cận Crete, nên Đô đốc Andrew Cunningham đã điều bộ phận hải quân thuộc Lực lượng C của đô đốc King (gồm 3 tàu tuần dương và 4 tàu khu trục) tiến vào biển Aegea qua eo biển Kasos để tấn công một đội tàu vận tải thứ hai của Đức được tàu phòng ngư lôi Ý Sagittario hộ tống. Lực lượng này đã đánh chìm một tàu caïque đi lẻ của Đức vào lúc 8h30, nhờ vậy đã tự cứu mình thoát khỏi đòn công kích của máy bay Đức cùng lúc đó giáng vào tàu tuần dương HMS Naiad, do các phi công Đức cố gắng tránh để không giết nhầm quân mình đang trôi nổi trên mặt biển. Đội tàu của King, trước những cuộc không kích liên tiếp và sắp bị cạn hết đạn pháo phòng không, đã phải cố sức bỏ chạy về phía Milos, và đụng độ tàu Sagittario vào lúc 10h00. Dù có lực lượng áp đảo nhưng Đô đốc King đã đưa ra một quyết định "khó khăn" là không cho tấn công, do tình trạng thiếu đạn dược và mức độ nghiêm trọng của những đòn không kích. Các tàu vận tải Đức đã được bảo vệ nhờ cuộc tấn công anh dũng bằng ngư lôi do tàu Sagittario thực hiện, giúp tạo ra một màn khói che phủ bao bọc. Tuy nhiên, Đô đốc King cũng đã thành công trong việc buộc quân Đức phải từ bỏ chiến dịch đổ bộ đường biển này. Trong quá trình tìm kiếm và rút lui ra khỏi khu vực, Lực lượng C đã chịu tổn thất nặng nề trước các máy bay ném bom Đức. Tàu Naiad bị hư hại nghiêm trọng còn tàu tuàn dương HMS Carlisle cũng bị đánh trúng. Sau này, đô đốc Cunningham đã chỉ trích quyết định không tiếp chiến của King.
Lực lượng C đã gặp được Lực lượng A1 của Chuẩn Đô đốc H. B. Rawlings tại eo biển Kythira, nhưng tại đó càng có thêm nhiều cuộc không kích của Đức giáng cho cả hai lực lượng này nhiều thiệt hại. Một trái bom đã rơi trúng tàu HMS Warspite và sau đó khu trục hạm Greyhound cũng bị bắn chìm. King đã điều các tàu HMS Kandahar và HMS Kingston (F64) đi vớt những người sống sót, còn các tuần dương hạm Gloucester và Fiji của Rawlings thì hỗ trợ công tác phòng không. Tuy nhiên, Rawlings đã không nhận ra tình trạng thiếu hụt đạn pháo phòng không trên hai tàu Gloucester và Fiji, vốn đã bị giảm lần lượt là 18% và 30% cơ số đạn phòng không của mình 4 tiếng đồng hồ trước khi tách ra yểm trợ các khu trục hạm. Kết quả là sau khi tách ra nhiều tiếng đồng hồ, tàu Gloucester đã trúng nhiều trái bom vào lúc 15h50, và đành phải bị bỏ lại trước những đòn không kích dữ dội của địch. Tàu này sau đó đã chìm với 700 hạ sĩ quan và 22 sĩ quan mất mạng.
Các cuộc không kích nhằm vào Lực lượng A1 và Lực lượng C vẫn tiếp diễn. Hai quả bom đã đánh trúng chiến hạm HMS Valiant (có Philippos của Hy Lạp và Đan Mạch trên tàu) và sau đó một quả bom khác cũng đánh trúng tàu Fiji, lúc này vẫn đang tách khỏi đội tàu, và vô hiệu hóa nó từ lúc 18h45. Đến 20h15 thì một chiếc Junkers 88 do trung úy Gerhard Brenner điều khiển đã thả thêm ba quả bom vào tàu Fiji và đánh chìm nó hoàn toàn. 500 người sống sót đã được các tàu Kandahar và Kingston cứu trong đêm đó. Hải quân Hoàng gia Anh mất 2 tàu tuần dương và 1 tàu khu trục bị chìm, nhưng cũng đã khiến cho hạm đội tàu tấn công của địch phải quay trở lại. Tổng cộng, hỏa lực phòng không của Hải quân Hoàng gia bắn hạ được 10 máy bay của Luftwaffe (5 chiếc Ju-87 và 5 chiếc Ju-88), làm bị thương 16 chiếc khác, trong đó có một số chiếc đã gặp tai nạn lúc hạ cánh khi trở về căn cứ trong các ngày 21/22 tháng 5.

## Chiến sự các ngày 23–27 tháng 5

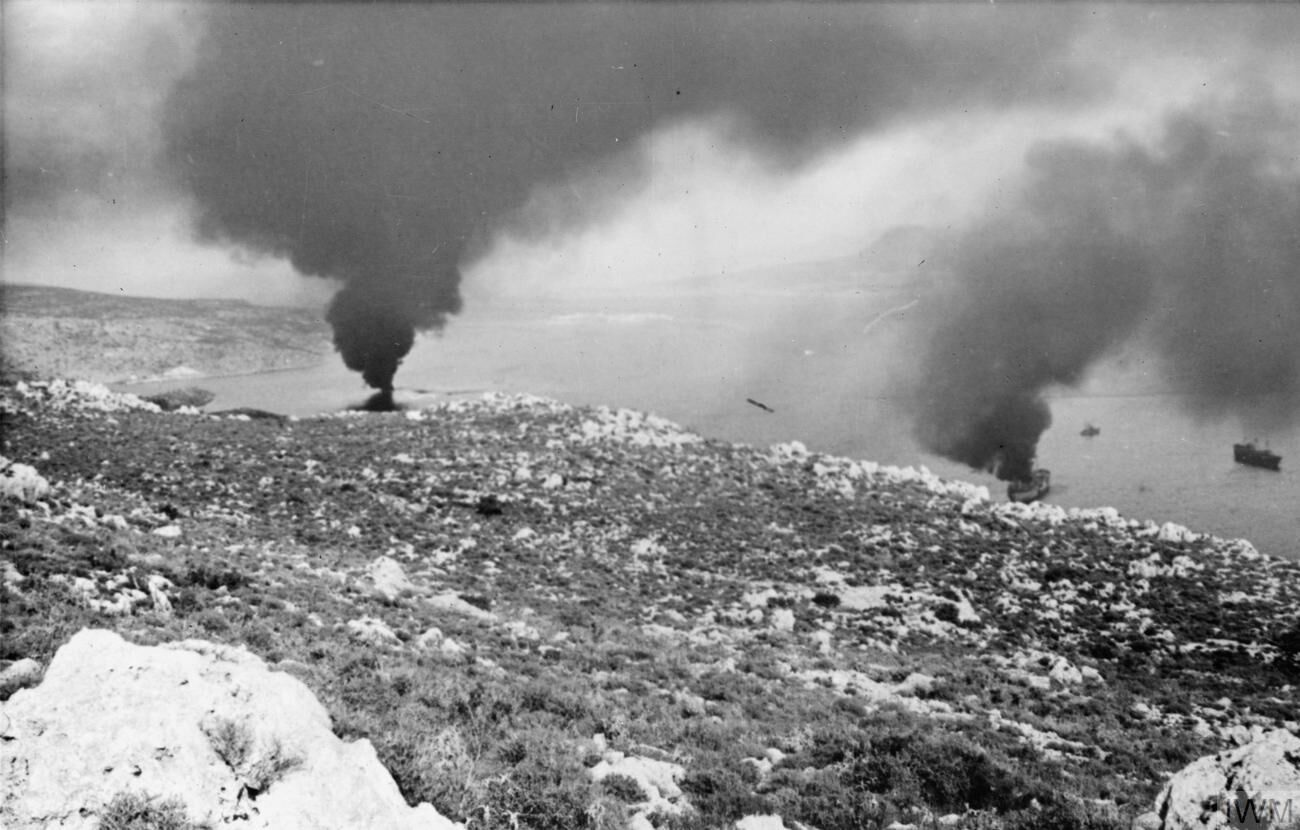
Kết quả một cuộc không kích của Đức tại vịnh Souda

Trong giai đoạn này, trước những đội quân tiếp viện dồi dào sinh lực liên tục được tăng cường của đối phương, phe Đồng Minh đã phải bắt đầu rút lui hàng loạt về phía nam trên khắp đảo Crete.

### Những tổn thất của Hải quân Hoàng gia Anh
Đội tàu Khu trục số 5 của Anh, gồm có các tàu HMS Kelly, Kipling, Kelvin, Jackal, và Kashmir, dưới quyền chỉ huy của Đại tá hải quân, Huân tước Louis Mountbatten đã được lệnh rời khỏi Malta từ ngày 21 tháng 5 để gia nhập vào hạm đội ngoài khơi đảo Crete. Đội tàu đến nơi sau khi các tàu Gloucester và Fiji bị đánh đắm. Lúc đầu, các tàu này bị điều đi cứu vớt những người sống sót, nhưng rồi lại được giao cho tấn công một số tàu caïques ngoài bờ biển Crete rồi pháo kích số quân Đức tại sân bay Maleme. Sau đó tàu Kelvin và Jackal quay lại việc tìm kiếm, còn Mountbatten cùng với các tàu Kelly, Kashmir và Kipling đã đi đến Alexandria.
Trong khi 3 tàu này đang đi vòng qua phần phía tây đảo Crete, họ đã bị 24 máy bay ném bom bổ nhào Stuka oanh tạc dữ dội. Tàu Kashmir bị đánh trúng và chìm trong vòng 2 phút. Tàu Kelly cũng bị trúng bom sau đó lật úp và rồi chìm, nhưng đã bắn hạ tại chỗ được 1 chiếc Stuka và 1 chiếc khác trọng thương rồi bị rơi trên đường trở về căn cứ. Tàu Kipling sống sót sau 83 trái bom nhằm vào mình, và cứu được 279 người sống sót từ hai con tàu kia. Bộ phim In Which We Serve của Noël Coward đã được làm phỏng theo sự kiện này. Trong giai đoạn này, Hải quân Hoàng gia Anh chịu nhiều thiệt hại do bị không kích đến nỗi ngày 23 tháng 5, đô đốc Cunningham đã chuyển tin cho các cấp trên của mình rằng không thể tiếp tục các hoạt động vào ban ngày thêm được nữa, nhưng Bộ tổng tham mưu đã phản đối.

### Nỗ lực đổ bộ thành công của Đức
Bất chấp mối nguy hiểm mà lực lượng hải quân Anh lưu động gây ra, Hải quân Đức Kriegsmarine vẫn không hoàn toàn từ bỏ cố gắng chuyên chở vũ khí hạng nặng cho lực lượng lính dù đang gặp khó khăn. Ngày 24 tháng 5, Đại úy hải quân Đức (Oberleutnant-zur-See) Österlin, người chỉ huy Đội tàu Maleme xấu số, đã được giao nhiệm vụ vận chuyển 2 xe tăng Panzer II hạng nhẹ đến thành phố Kissamou. Ông đã nhanh chóng ra lệnh chuẩn bị 1 xà lan gỗ chở hàng nhỏ tại Piraeus và sắp xếp giấu 2 xe tăng ẩn vào bên trong lòng nó. Hoàng hôn ngày hôm sau, chiếc xà lan được tàu kéo nhỏ Kentawros kéo theo, đã rời Piraeus và tiến về phía nam đến đảo Crete. Nhưng những báo cáo về các đơn vị hải quân Anh hoạt động gần đó đã thuyết phục Đô đốc Karl-Georg Schuster cho hoãn chiến dịch và lệnh cho Österlin đưa các tàu chở đến một bến cảng nhỏ tương đối an toàn trên hòn đảo Kythira đang bị Đức chiếm đóng.
Trong một cuộc họp ở Athens vào ngày 27 tháng 5, các tướng lĩnh Luftwaffe là Wolfram von Richthofen, Hans Jeschonnek và Alexander Löhr đã gây áp lực cho Schuster bằng cách nào đó phải cung cấp những chiếc xe tăng trước khi "... móng vuốt của bọn Anh tự giương lên một lần nữa". Một trong những sĩ quan liên lạc của Richthofen đã trở về từ hòn đảo vào ngày 26 với những tin tức đáng lo ngại. Anh ta tuyên bố quân dù đang trong tình trạng tồi tệ, thiếu kỷ luật và "rảnh rỗi". Anh ta nhấn mạnh "nhu cầu tuyệt đối và ngay lập tức" là "tăng viện bằng đường biển các vũ khí hạng nặng nếu như chiến dịch này cần phải có gì đó tiến triển."
Schuster đã giao cho Österlin những mệnh lệnh mới qua radio, yêu cầu khởi hành đến vịnh Kissamos, nơi có một bãi biển đổ bộ đã được lựa chọn và đánh dấu. Ngày 28 tháng 5, khi đã đến gần bờ biển, chiếc xà lan đã được bố trí lên phía trước tàu kéo và cho cập cạn. Sau đó một đội công binh cho thổi bay phần mũi xà lan bằng lượng nổ lõm và 2 chiếc xe tăng đã đổ bộ lên bờ biển. Chúng nhanh chóng được điều đến Biệt đội Tiên phong Wittman, vốn đã tập hợp ở gần hồ chứa Prison Valley từ hôm trước. Nhóm quân đặc biệt này bao gồm 1 tiểu đoàn mô tô, Tiểu đoàn Trinh sát, một đơn vị chống tăng, một tốp quân pháo binh cơ giới và một số công binh. Tướng Julius Ringel, tư lệnh Sư đoàn Sơn chiến số 5 ra lệnh cho Wittmann "tiến đánh từ Platanos vào lúc 3h00 ngày 28 tháng 5 để đuổi theo 'chủ lực' của quân Anh qua con đường cao tốc dọc bờ biển cho đến Rethymno" và từ đó hướng tới Heraklion.
Mặc dù không đóng vai trò quyết định, những chiếc xe tăng Panzer ii mới đến đã tỏ ra rất hữu ích trong việc giúp đánh dồn số quân Anh tại khu vực Kissamos trước khi tăng tốc về phía đông để hỗ trợ cho lực lượng Đức truy kích.

### Chiến sự trên bộ
Sau những đòn không kích vào các vị trí quân Đồng Minh tại Kastelli trong ngày 24 tháng 5, Tiểu đoàn Sơn chiến Tiên phong số 95 của Đức đã tiến vào thị trấn này. Các cuộc không kích đã giúp cho số lính dù Đức bị bắt trong ngày 20 tháng 5 trốn thoát; số quân mới tự do này đã giết chết hoặc bắt sống được rất nhiều sĩ quan New Zealand được phân công chỉ huy Trung đoàn số 1 của Hy Lạp. Bất chấp thất bại này, quân Hy Lạp vẫn kiên quyết kháng cự. Nhưng chỉ với 600 khẩu súng trường và vài nghìn viên đạn cho lực lượng 1.000 người không được đào tạo, họ đã không thể đẩy lui đà tiến quân của Đức. Cuộc chiến với những gì còn lại của Trung đoàn 1 Hy Lạp còn tiếp tục trong khu vực Kastelli còn tiếp tục cho đến ngày 26 tháng 5, gây cản trở cho các nỗ lực đổ quân tăng viện của Đức.
Trong đêm 26/27 tháng 5, một biệt đội 800 người thuộc các đơn vị Biệt kích số 7 và 8, một phần của lực lượng Layforce, đã đổ bộ tại vịnh Souda. Viên tư lệnh là đại tá Robert Laycock đã cố gắng đổ quân từ vài đêm trước đó, vào 25 tháng 5, nhưng đã phải quay lại do thời tiết xấu. Mặc dù không có bất kỳ vũ khí yểm trợ hỏa lực gián tiếp nào và chỉ được trang bị chủ yếu bằng súng trường cùng một số lượng nhỏ súng máy, nhưng họ vẫn được giao nhiệm vụ thực hiện các hoạt động cản hậu nhằm mục đích tranh thủ thời gian đủ cho đội quân đồn trú tiến hành sơ tán.
Trong một đợt tấn công dữ dội bằng lưỡi lê sáng ngày 27 tháng 5, các Tiểu đoàn New Zealand (người Māori) số 28, Tiểu đoàn 2/7 và 2/8 Úc đã quét sạch một đoạn đường nối giữa đang bị Trung đoàn Sơn chiến 141 của Đức đe dọa.
Bộ chỉ huy Anh tại London đã xác định rằng tình thế ở Crete là vô vọng sau khi tướng Wavell khẳng định với thủ tướng Anh vào 8h42 ngày 27 tháng 5 rằng trận chiến đã thất bại, và họ ra lệnh sơ tán. Thiếu tướng Freyberg cũng đồng thời ra lệnh cho quân của mình bắt đầu rút lui về bờ biển phía nam để di tản.

### Quân Ý đổ bộ tại Sitia
Chiều ngày 27 tháng 5, một đội tàu hộ tống Ý đã khởi hành từ đảo Rhodes với ý định cho đổ bộ một lữ đoàn thuộc Sư đoàn Bộ binh số 9, với 13 xe tăng hạng nhẹ L3/35 yểm trợ. Đội tàu này bao gồm tàu khu trục Crispi, các tàu phóng ngư lôi Lira, Lince và Libra, 2 tàu phóng ngư lôi loại MAS, còn lực lượng đổ bộ gồm có 4 tàu đánh cá, 2 tàu hơi nước, một tàu sông, 2 tàu chở đông lạnh, 3 tàu kéo và 3 tàu chở dầu. Viên tư lệnh quân Ý tại Dodecanese đã tình nguyện góp quân tham chiến ngay từ ngày 21 tháng 5, nhưng đề nghị này đã phải qua các kênh thông tin của Đức trước khi đến với Hermann Göring, và ông này cuối cùng đã cho phép thực hiện cuộc hành quân đó khi những cố gắng của Đức rõ ràng không có tiến triển được như kế hoạch. Lúc 13h30 ngày 28, quân Ý biết được rằng 3 tàu tuần dương và 6 tàu khu trục của Hải quân Hoàng gia Anh đang tiến lên vùng bờ biển phía bắc Crete để hỗ trợ cho quân Đồng Minh. Họ sẽ đến ngoài khơi Sitia, địa điểm đổ bộ dự kiến, vào khoảng 17h00. Người Ý liền quyết định đùng tàu Lince kéo con tàu chậm nhất trong đội tàu để tăng tốc độ. Tàu khu trục Crispi được tách ra để pháo kích ngọn hải đăng trên Mũi Sideros. 3.000 quân của sư đoàn cùng các trang bị đã đặt chân lên bờ biển lúc 17h20. Sư đoàn Ý liền bắt đầu tiến về phía tây mà không gặp sự kháng cự nào, và liên hệ được với quân Đức tại Ierapetra. Sau đó quân Ý di chuyển tổng hành dinh của họ từ Sitia sang Agios Nikolaos.

## Quá trình sơ tán về Ai Cập, 28–31 tháng 5

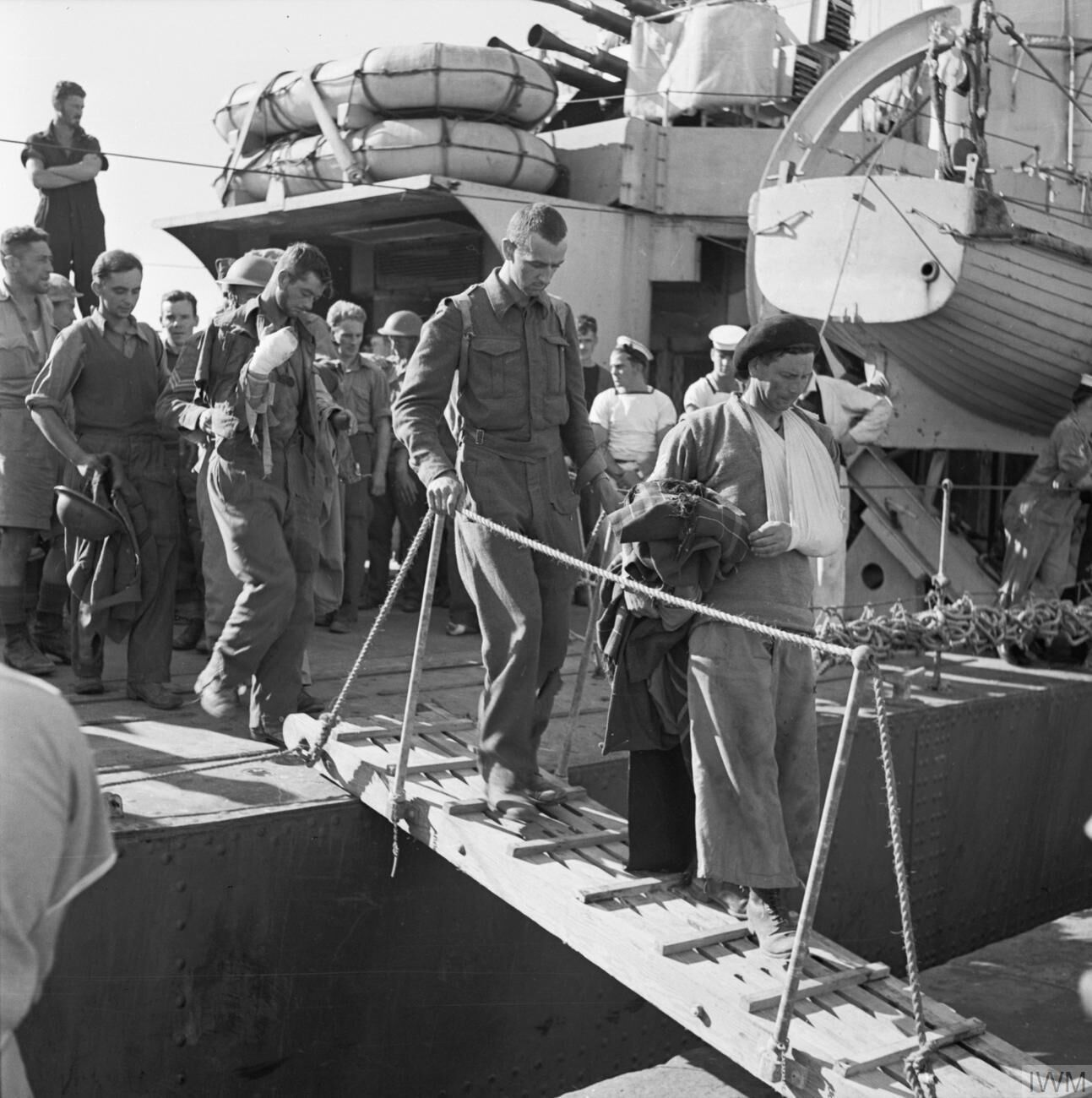
Thương binh Anh sơ tán đến Alexandria

### Nỗ lực rút lui và sơ tán của Đồng Minh
Trong vòng 4 đêm, 16.000 quân đã được sơ tán về Ai Cập bằng tàu thủy, trong đó có tàu tuần dương hạng nhẹ HMS Ajax. Đa phần số quân này xuống tàu tại Sphakia. Một số nhỏ khác được rút từ Heraklion trong đêm 28 tháng 5. Lực lượng đặc nhiệm này đã bị các máy bay ném bom bổ nhào Đức tấn công giữa đường đi và chịu tổn thất nghiêm trọng. Hơn 9.000 quân Úc và New Zealand cùng hàng nghìn quân Hy Lạp bị bỏ lại phía sau để cố hết sức bảo vệ những phần lãnh thổ còn lại. Họ chiến đấu cho đến khi bị bao vây. Các thành phố Heraklion và Rethymno rơi vào tay quân Đức trong các ngày tiếp theo. Đến ngày 1 tháng 6, đảo Crete đã hoàn toàn nằm dưới quyền kiểm soát của Đức.
Trung đoàn số 8 của Hy Lạp cố thủ ở trong và lân cận làng Alikianos được ghi nhận là đã bảo vệ được trận tuyến rút lui của Đồng Minh. Làng Alikianos nằm trong khu "Prison Valley", có vai trò chiến lược quan trọng và là một trong những mục tiêu tấn công đầu tiên của Đức trong ngày đầu cuộc chiến. Trung đoàn 8 Hy Lạp bao gồm toàn tân binh Crete trẻ, hiến binh, và học viên. Họ chỉ được trang bị rất nghèo nàn với quân số 850 người, tức là xấp xỉ 1 tiểu đoàn chứ không phải trung đoàn. Nằm trong biên chế Lữ đoàn Bộ binh New Zealand số 10 của trung tá Howard Kippenberger, các sĩ quan Đồng Minh không trông chờ gì nhiều vào họ. Thế nhưng quân Hy Lạp đã chứng minh rằng sự bi quan đó là sai lầm. Trong ngày đầu của cuộc chiến, họ đã đánh lui hoàn toàn Tiểu đoàn Công binh của Đức. Trong nhiều ngày sau đó, họ đã cầm cự được trước những đòn công kích liên tiếp của các Trung đoàn Sơn chiến 85 và 100 (Đức). Trong vòng 7 ngày, họ đã giữ được Alikianos và bảo vệ cho cuộc sơ tán của Đồng Minh. Trung đoàn 8 Hy Lạp được nhiều sử gia như Antony Beevor và Alan Clark ghi nhận là đã giúp cho cuộc sơ tán tại miền tây đảo Crete được thành công.
Quân Đức đẩy các lực lượng của Anh, Khối Thịnh vượng chung và Hy Lạp lui dần xuống phía nam bằng những đợt oanh tạc bằng pháo binh và không quân, tiếp đó là những đợt xung phong của quân sơn chiến hoặc mô tô (do địa hình đồi núi khó triển khai được xe tăng). Quân đồn trú vịnh Souda tại Souda và Beritania dần dần rút lui dọc theo con đường duy nhất dẫn đến Vitsilokoumos, nằm ngay phía bắc Sphakia. Ở khoảng nửa đường, có một miệng núi lửa lớn nằm gần ngôi làng Askyfou có biệt danh "Cái Đĩa". Đây là địa điểm duy nhất đủ rộng và bằng phẳng trên địa hình đồi núi gồ ghề này để có thể tiến hành thả dù quy mô lớn. Quân Anh đóng quanh vành đĩa này và đã ngăn không cho lực lượng không vận Đức đổ bộ ngăn đường rút lui. Tại ngôi làng Stylos, Lữ đoàn số 5 New Zealand và Tiểu đoàn 2/7 Úc đã chống giữ với 1 tiểu đoàn sơn chiến Đức định đánh bọc sườn họ, nhưng đã buộc phải rút lui do thiếu không quân và pháo binh yểm trợ, cho dù họ có số lượng đông hơn. May mắn cho phía Úc và New Zealand là không lực Đức chủ yếu tập trung tại Rethymnion và Heraklion, nên họ đã có thể rút lui an toàn qua con đường này ngay giữa ban ngày.
Toàn bộ cuộc rút lui của lữ đoàn được 2 đại đội thuộc Tiểu đoàn số 28 (người Māori) do đại úy Rangi Royal chỉ huy yểm hộ (quân của Royal đã tự tách ra khỏi tiểu đoàn). Họ đã đánh tan Tiểu đoàn 1, Trung đoàn Súng trường Sơn chiến 141 và chặn được đà tiến của Đức. Khi đơn vị chủ lực đã an toàn lui về phía sau, đến lượt những người Māori vừa đánh vừa lùi 24 dặm mà chỉ mất 2 người chết và 8 người bị thương, còn toàn bộ còn lại đều đến được nơi an toàn. Chỉ còn lại biệt đội Biệt kích Layforce là đơn vị lớn duy nhất trong khu vực này bị cắt rời và không thể rút lui thành công.
Lực lượng Layforce đã được điều đến Crete qua đường Sphakia khi vẫn còn hy vọng rằng sẽ có lực lượng tiếp viện quy mô lớn đến từ Ai Cập để xoay ngược tình thế. Lực lượng cấp tiểu đoàn này đã bị chia nhỏ ra, với 1 đội 200 người thuộc quyền viên tư lệnh của đơn vị là Robert Laycock, đóng tại Souda để bảo vệ cuộc rút lui của các đơn vị hạng nặng hơn. Quân của Laycock, được tăng cường 3 xe tăng còn lại của Anh, đã hợp với quân của Khẩu đội Phòng không Hạng nặng số 20, vốn được giao cho canh giữ bến cảng Souda và không chịu tin rằng đã có lệnh sơ tán. Sau một trận chiến dữ dội kéo dài cả ngày, Laycock quyết định rút quân trong đêm về Beritiana ở gần đó. Tại đây ông tập hợp với quân của đại úy Royal và người Māoris, vốn đang chiếm giữ các vị trí phòng thủ riêng biệt và cuối cùng đã vừa đánh vừa rút lui. Tuy nhiên Laycock và lực lượng của mình đã bị cô lập trước lực lượng áp đảo của Đức ở gần làng Babali Khani (Agioi Pandes). Bị các máy bey ném bom bổ nhào Đức không kích dữ dội, Biệt đội Layforce đã không thể chạy thoát được. Laycock cùng với tham mưu trưởng của lữ đoàn là nhà văn Evelyn Waugh trốn thoát bằng cách vượt qua trận tuyến quân Đức trên 1 chiếc xe tăng, còn hầu hết những người khác của biệt đội và đồng đội của họ thuộc Khẩu đội 20 đều bị giết hoặc bị bắt. Đến cuối chiến dịch, khoảng 600 trong tổng số 800 biệt kích được điều đến Crete đã nằm trong danh sách bị chết, mất tích hay bị thương. Chỉ có 23 sĩ quan và 156 người khác xoay xở thoát được khỏi đảo.

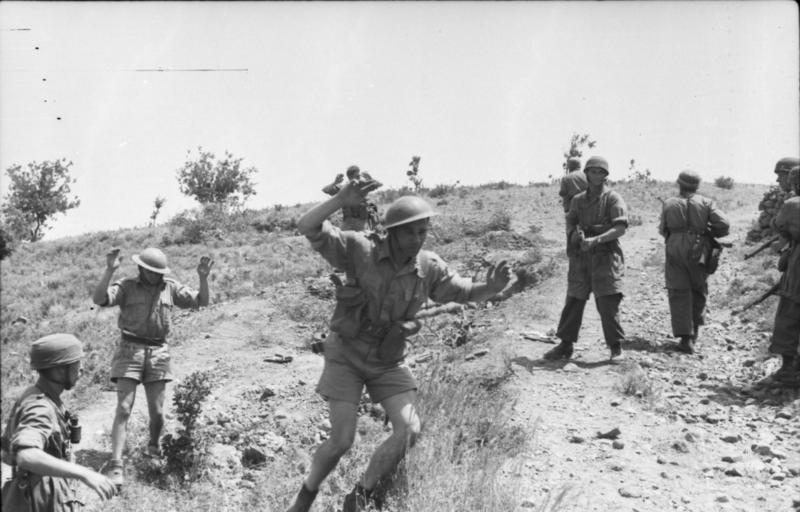
Binh sĩ Anh đầu hàng lính dù Đức

Trong quá trình sơ tán, Đô đốc Andrew Cunningham đã nhất quyết rằng "Hải quân không được để Lục quân sụp đổ". Khi các sĩ quan lục quân bày tỏ lo ngại rằng ông sẽ mất rất nhiều tàu, Cunningham đã nói "Mất ba năm để đóng một chiếc tàu, mất ba thế kỷ mới tạo lập được một truyền thống". Thực tế, hải quân Anh có thể đã phải chịu nhiều thiệt hại tồi tệ hơn nếu như Quân đoàn Không quân số 8 Đức không bị chuyển đi để chuẩn bị cho Chiến dịch Barbarossa trước khi trận chiến kết thúc.
Thiếu tá Alistair Hamilton, một viên chỉ huy đại đội thuộc tiểu đoàn Black Watch, đã tuyên bố rằng "Tiểu đoàn Black Watch sẽ rời bỏ Crete khi nào tuyết rời bỏ Núi Ida (Psiloritis)". Bản thân Hamilton không bao giờ rời bỏ đảo; ông đã bị một viên đạn cối giết chết, nhưng người của ông thì đã được lệnh ra đi. Những người này nhất trí rằng họ đang để cho đồng minh Hy Lạp của mình rơi vào thế kẹt, và trong khi phần lớn các trang bị hạng nặng của Anh bị phá hủy để cho chúng khỏi rơi vào tay đối phương, thì họ đã chuyển giao đạn dược của mình cho người dân Crete đang ở lại phía sau để chống lại quân Đức.

### Đầu hàng
Trong lúc này, đại tá Campbell, viên tư lệnh tại Heraklion cũng buộc phải đem quân ra đầu hàng. Rethymno cũng bị thất thủ, và trong đêm 30 tháng 5, quân mô tô của Đức đã liên kết được với số quân Ý đã đổ bộ tại Sitia.
Ngày 1 tháng 6, 5.000 quân phòng thủ còn lại tại Sphakia đã đầu hàng. Đến cuối tháng 12 năm 1941, chỉ còn xấp xỉ 500 quân lính của Khối Thịnh vượng chung còn cầm cự trên đảo. Mặc dù rải rác và vô tổ chức, những người này cùng các đồng đội du kích vẫn tiếp tục quấy rối quân Đức trên đảo Crete một thời gian dài sau khi quân Anh đã rút lui.

## Hậu quả
Ban đầu, các lãnh đạo phe Đồng Minh rất lo lắng rằng người Đức có thể sẽ sử dụng Crete làm bàn đạp cho những chiến dịch xa hơn nữa tại khu vực Đông Địa Trung Hải, như một đòn tấn công không vận vào đảo Síp hay một cuộc đổ bộ đường biển lên Ai Cập để hỗ trợ cho các lực lượng Đức/Ý đang chiến đấu tại Libya. Tuy nhiên, những e ngại này đã nhanh chóng bị dập tắt khi chiến dịch Barbarossa tấn công Liên Xô của Đức bùng nổ, cho thấy rằng việc đánh chiếm Crete chỉ như một biện pháp phòng thủ với mục đích bảo vệ sườn phía nam của phe Trục.

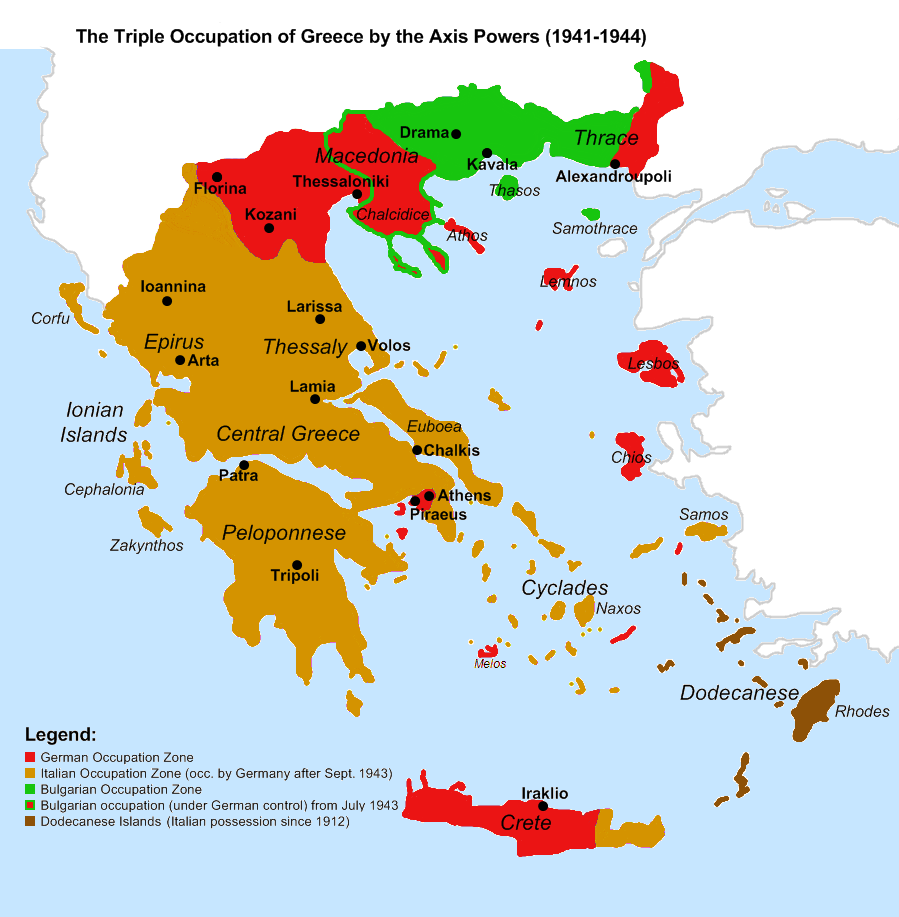
Bản đồ phe Trục phân chia các khu vực của Hy Lạp, trong đó đảo Crete bị Đức và Ý chiếm đóng

Hitler và bộ tư lệnh Đức Quốc xã chiến đấu tại Crete đã rất sửng sốt trước những thương vong quá lớn của lực lượng lính dù làm nhiệm vụ đánh chiếm hòn đảo, và kết quả là người Đức buộc phải xem xét lại học thuyết không vận của mình. Trước những tổn thất nặng nề, Hitler đã cho hủy bỏ toàn bộ các hoạt động không vận trong tương lai ra khỏi Chiến dịch Barbarossa và tại mặt trận Xô-Đức, qua đó loại trừ việc sử dụng thứ vũ khí này trên quy mô lớn để chống lại các lực lượng không vận Liên Xô. Phe Đồng Minh đã không được biết về tỷ lệ thương vong của Đức, nên sau trận chiến này họ đã đua nhau xây dựng các sư đoàn không vận lớn của riêng mình. Tuy nhiên, điều quan trọng là từ kinh nghiệm của người Đức, những người lên kế hoạch của Đồng Minh như đại tá James M. Gavin đã nhận ra rằng lính dù nên được thả xuống cùng với vũ khí hạng nặng mang theo người. Chính việc thiếu đi những trang bị này đã góp phần quan trọng gây nên tổn thất của Đức trong cuộc chiến này. Sau này, điều đó đã giúp cho lực lượng của Trung đoàn Bộ binh 505 Hoa Kỳ ngăn không cho Sư đoàn Thiết giáp Hermann Göring tinh nhuệ tiến hành phản công vào các đầu cầu của Hoa Kỳ tại Gela trong cuộc tấn công đảo Sicilia của Đồng Minh.
Trận chiến tại Crete không gây ảnh hưởng gì đến thời hạn của Chiến dịch Barbarossa. Ngày bắt đầu Barbarossa (22 tháng 6 năm 1941) đã được ấn định nhiều tuần lễ trước khi chiến dịch đánh chiếm Crete được xem xét đến và chỉ thị của Hitler về Chiến dịch Merkur đã nói rõ rằng công tác chuẩn bị cho Merkur không được làm ảnh hưởng đến Barbarossa. Các đơn vị được chỉ định cho chiến dịch Merkur mà sau đó cũng được giành để sử dụng trong chiến dịch Barbarossa đã phải tái triển khai tại Ba Lan và Romania ngay từ cuối tháng 5, và trong quá trình trận chiến, việc hành quân của các đơn vị Đức từ Hy Lạp cũng không bị Merkur làm chậm trễ. Thực tế, chính việc Quân đoàn Không quân số 8 Đức (VIII. Fliegerkorps) bị chuyển đi trong thời gian diễn ra trận Crete để đến kịp các vị trí được chỉ định nhằm phục vụ cho Barbarossa là một nguyên nhân chủ yếu giúp cho Hải quân hoàng gia Anh có thể sơ tán được nhiều quân lính như vậy. Các nguyên nhân gây nên sự trì hoãn Chiến dịch Barbarossa không liên quan gì đến trận Crete, mà là do cần phải đợi các con sông đang ngập lụt tại Ba Lan cạn bớt lũ và đợi cho các sân bay khô ráo để có thể sử dụng.
Vào thời gian đó, cuộc chiến cuối cùng của thiết giáp hạm Bismarck đã làm phân tán dư luận công chúng Anh; nhưng việc để mất Crete, nhất là khi nguyên nhân thất bại của các lực lượng trên bộ của Anh nằm ở chỗ không nhận ra được tầm quan trọng chiến lược của các sân bay, đã trở thành một lời kêu gọi thức tỉnh chính phủ Anh. Hệ quả trực tiếp của nó là Không quân Hoàng gia Anh (RAF) được giao thêm trách nhiệm bảo vệ các căn cứ của mình trước những đòn tấn công trên bộ và trên không. Trung đoàn RAF đã được thành lập ngày 1 tháng 2 năm 1942 để đáp ứng yêu cầu này.

## Thương vong

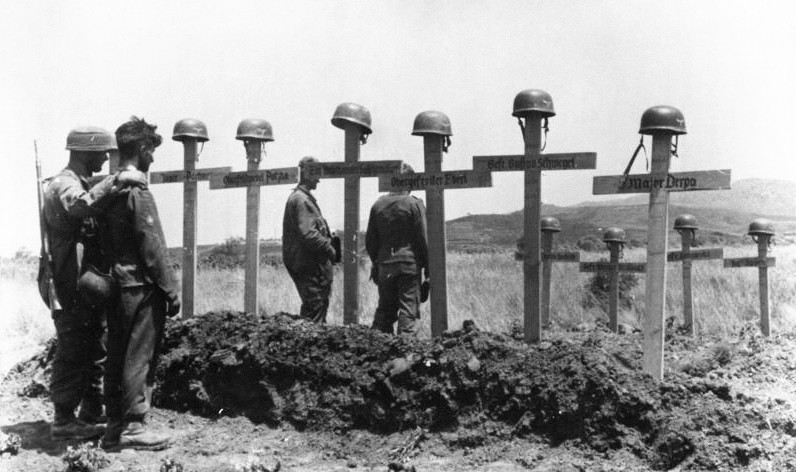
Binh sĩ Đức trước mộ của các đồng đội đã ngã xuống.

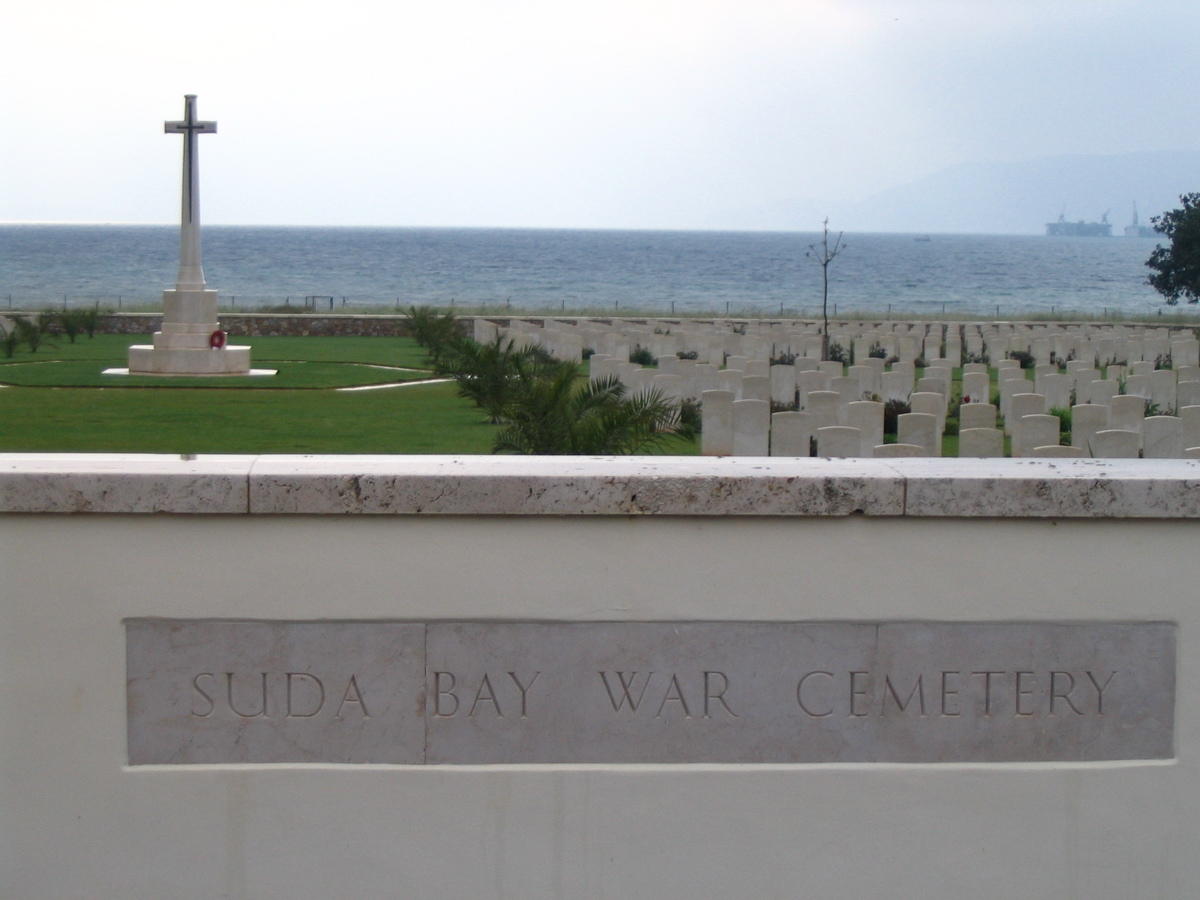
Nghĩa trang Chiến tranh Vịnh Souda

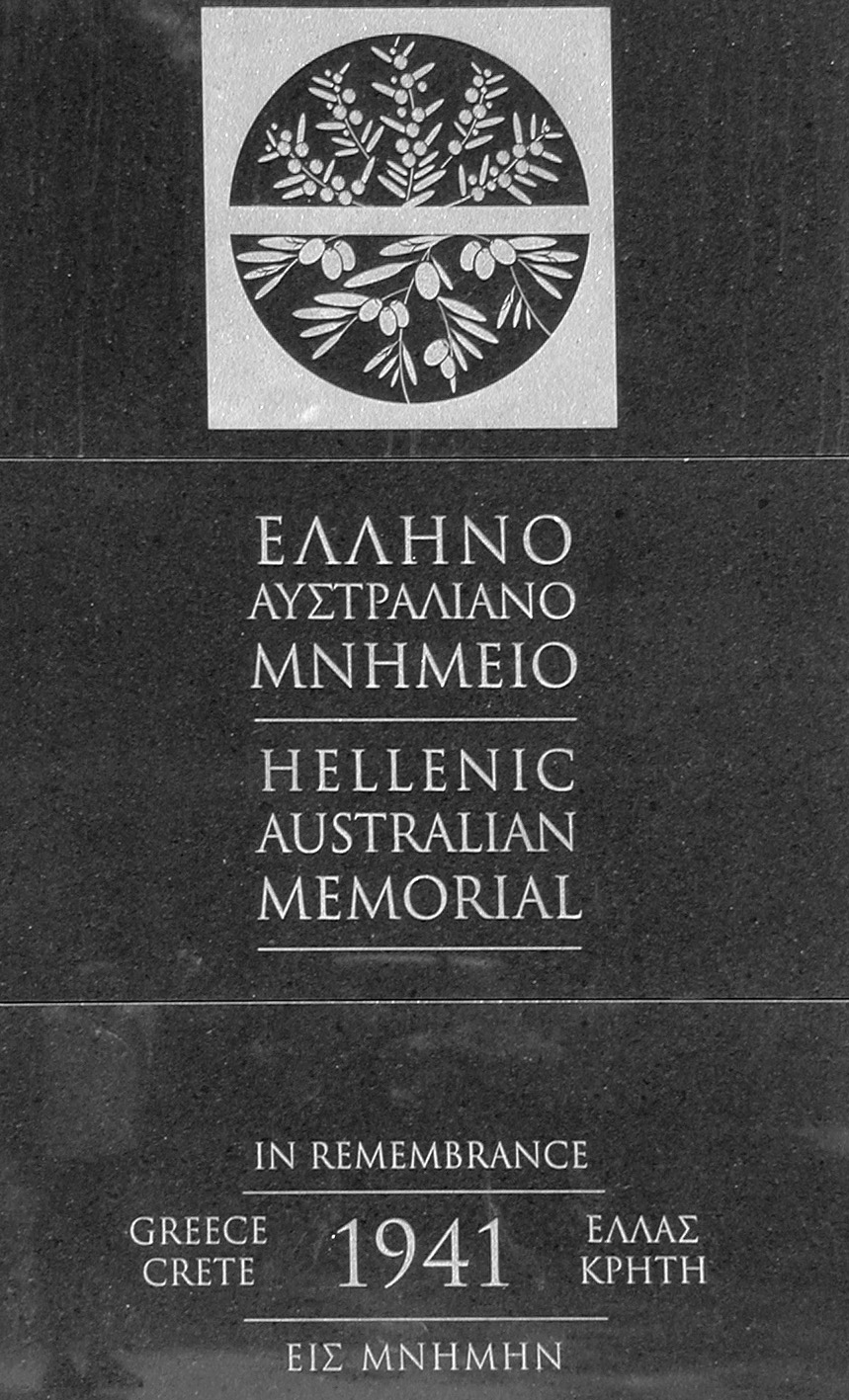
Đài tưởng niệm các binh sĩ Hy Lạp và Úc tại trung tâm thành phố Rethymno.

Số liệu chính thức về thương vong của Đức rất khó xác định bởi những khác biệt nhỏ giữa các tài liệu do nhiều bộ chỉ huy Đức khác nhau lập ra. Daniel Marcus Davin đã tính toán con số là xấp xỉ 6.698 người, dựa trên việc kiểm tra nhiều nguồn khác nhau. Con số này không bao gồm Quân đoàn Không quân số 8 cũng như những tổn thất mà Kriegsmarine phải chịu trong các cuộc đổ bộ đường biển bị hủy bỏ giữa chừng. Davin cũng lưu ý rằng ước tính của ông có thể đã loại ra vài trăm binh lính bị thương nhẹ. Có thể còn có một số sai sót nhỏ khác. Tuy nhiên, Davin đã tuyên bố về trận Crete như sau:
 Các báo cáo về thương vong của Đức trong những hồ sơ Anh đều bị phóng đại trong hầu hết mọi trường hợp và không được chấp nhận đối chiếu với các thống kê chính thức của Đức thời đó, được chuẩn bị cho các mục đích bình thường và không phải để tuyên truyền.
Những hồ sơ phóng đại thương vong của Đức này bắt đầu xuất hiện gần như ngay sau khi trận đánh kết thúc. Nancy Margaret Taylor đã trích dẫn một báo cáo đăng trên báo The Press của New Zealand ngày 12 tháng 6 năm 1941 như sau:
 Quân Đức mất ít nhất 12.000 người chết và bị thương, và khoảng 5.000 người chết đuối

Winston Churchill tuyên bố rằng Đức chịu tổn thất hơn 15.000 người, trong khi đô đốc Andrew Cunningham cho rằng con số phải là hơn 22.000. Christopher Buckley đã dựa trên các giả định tình báo của Anh rằng có 2 kẻ địch bị thương cho mỗi người bị giết, và đưa ra con số ước tính tổng cộng 16.800 thương vong. Mặc dù những ước tính khá là cảm tính này phổ biến trong thời gian dài, nhưng Trung tâm Lịch sử Quân sự Lục quân Hoa Kỳ đã trích một hồ sơ của Chi nhánh Lịch sử của Văn phòng Nội các Anh và kết luận rằng phần lớn các sử gia đều chấp nhận còn số từ 6.000 đến 7.000 quân Đức thương vong là chính xác.
Ủy ban Mộ phần Úc đã tính toán tổng cộng có khoảng 5.000 ngôi mộ lính Đức trong khu vực Maleme-vịnh Souda, tại Rethymno và Heraklion. Davin kết luận rằng tổng số này bao gồm cả một số lớn những cái chết do bệnh tật, tai nạn hoặc chiến đấu với quân du kích trong quá trình chiếm đóng của Đức.
Thương vong của Đức bao gồm cả một danh sách dài các sĩ quan được ủy nhiệm. Đứng đầu danh sách là thiếu tướng Wilhelm Süssman, chỉ huy Sư đoàn Không quân số 7 Đức và Cụm Trung tâm trong cuộc tấn công, chết khi tàu lượn của ông tách ra và bị rơi do tai nạn ngày 20 tháng 5 trên đường đến Crete. Cũng đáng chú ý trong danh sách này là thiếu tướng Eugen Meindl, tư lệnh Trung đoàn Không vận Bão tố và Cụm Tây trong cuộc tấn công, bị bắn vào ngực ngày 20 tháng 5 và được sơ tán sáng hôm sau. Theo Davin, những tù nhân Đức duy nhất bị mang theo đến Ai Cập là 17 sĩ quan bị bắt.
Nổi bật trong số những người Đức bị chết là ba anh em, họ hàng của viên tướng Phổ Gebhard Leberecht von Blücher của trận Waterloo nổi tiếng. Người đầu tiên thiệt mạng là Bá tước Leberecht von Blücher, khi đang cố gắng tái tiếp tế đạn dược cho anh trai là trung úy Wolfgang von Blücher khi ông này cùng trung đội của mình bị tiểu đoàn Black Watch bao vây. Leberecht, 19 tuổi, đã trưng dụng một con ngựa và cố gắng phi nước đại qua trận tuyến quân Anh; lúc sắp đến được vị trí của anh mình thì ông bị trúng đạn ngay trước mắt anh trai. Hôm sau, Wolfgang, 24 tuổi, đã bị giết cùng toàn bộ trung đội. Cuối cùng, người em út là Hans-Joachim, 17 tuổi, đã bị báo cáo là tử trận vài ngày sau nhưng thi thể không bao giờ được tìm thấy. Nhiều năm sau đó, những dân làng người Crete báo rằng đã nhìn thấy vào ban đêm một kỵ sĩ ma phi nước đại trên con đường gần nơi mà Leberecht bị bắn; nhưng cho đến khi được nghe câu chuyện về ba anh em von Blücher, họ vẫn cho rằng đó là một người Anh.
Không quân Đức cũng bị tổn thất nặng nề trong trận chiến: trong giai đoạn 13 tháng 5-1 tháng 6, Luftwaffe ghi nhận thiệt hại 220 máy bay, dù chỉ có 147 trong số đó có thể tính trực tiếp cho các hoạt động của đối phương (80 chiếc Ju52/3m, 55 chiếc Bf 109 và Bf 110, 23 chiếc Ju 88, He 111 và Do 17, 9 chiếc Ju 87). Thêm 64 chiếc nữa bị xóa sổ do những thương tích quá nghiêm trọng. Tổng cộng là 284 máy bay, và thêm hàng trăm chiếc khác bị thương ở nhiều mức độ khác nhau. Trong đó, từ 20 tháng 5 đến 1 tháng 6, nhóm máy bay vận tải bị mất tổng cộng 117 chiếc Ju52/3m bị hư hại nặng, thêm 125 chiếc bị thương nhưng sửa chữa được. 311 phi hành đoàn Đức bị liệt kê là bị giết hoặc mất tích, thêm 127 người khác bị thương. Những tổn thất đó sau này đã gây ảnh hưởng tiêu cực đến tình thế của quân Đức tại mặt trận Xô-Đức vào năm 1942, khi nảy sinh nhu cầu thiết lập các cầu không vận cho những lực lượng bị cô lập, nhất là tại Stalingrad. Thậm chí cho đến lúc đó, nền công nghiệp máy bay được thúc ép mạnh mẽ của Đức vẫn không thể bù đắp được sự lãng phí tai hại này.
Phe Đồng Minh mất 3.500 lính: 1.742 chết, một số lượng chừng ấy bị thương, cùng với 12.254 quân của Khối Thịnh vượng chung và 5.255 quân Hy Lạp bị bắt. Ngoài ra Hải quân Hoàng gia Anh cũng có 1.828 người chết và 183 bị thương. Sau chiến tranh, các ngôi mộ Đồng Minh từ bốn khu chôn cất do lực lượng Đức lập ra đã được di dời đến Nghĩa trang Trung tâm Vịnh Souda.
Một số lớn dân thường đã bị thiệt mạng trong quá trình giao tranh hoặc khi đang chiến đấu như du kích. Nhiều người dân Crete đã bị quân Đức bắn để trả thù, cả trong trận chiến lẫn trong thời gian chiếm đóng sau đó. Một nguồn của người Crete đưa ra con số dân Crete bị quân Đức giết trong chiến tranh là 6.593 đàn ông, 1.113 phụ nữ và 869 trẻ em. Các hồ sơ của Đức chỉ ra rằng số người Crete bị xử bắn là 3.474, và ít nhất thêm 1.000 thường dân bị sát hại trong các cuộc thảm sát vào cuối năm 1944.
Các máy bay Đức, chủ yếu là loại Ju-87 và Ju-88, đã tiêu diệt được 3 tàu tuần dương (Gloucester, Fiji và Calcutta) cùng 6 tàu khu trục (Kelly, Greyhound, Kashmir, Hereward, Imperial và Juno) của Anh. Tàu sân bay Formidable, các thiết giáp hạm Warspite và Barham, các khu trục hạm Kelvin và Nubian, cùng các tuần dương hạm Ajax, Dido, Orion, và Perth đều bị hư hại nên không thể hoạt động trong vòng 4 tháng. Khi đang thả neo trong vịnh Souda phía bắc Crete, tuần dương hạm hạng nặng HMS York (90) đã bị các thuyền động cơ nổ của Ý đánh trọng thương và mắc cạn ngày 26 tháng 3 năm 1941. Tàu này sau đó bị phá hủy bằng lượng nổ lõm va bị bỏ lại khi quân Đồng Minh sơ tán khỏi Crete trong tháng 5. Đến ngày 1 tháng 6, sức mạnh của Hải quân Hoàng gia Anh tại phía đông Địa Trung Hải giảm xuống chỉ còn 2 thiết giáp hạm và 3 tuần dương hạm, trong khi phải chống lại Hải quân ý với 4 thiết giáp hạm và 11 tuần dương hạm.
Lực lượng phòng không trên tàu của Hải quân Hoàng gia tuyên bố rằng trong giai đoạn từ 15 đến 27 tháng 5 có "Hai mươi máy bay địch... chắc chắn bị bắn hạ, thêm 11 chiếc là có khả năng. Ít nhất 15 máy bay cho thấy bị thương..."; từ 28 tháng 5 đến 1 tháng 6, 2 máy bay khác nữa được tuyên bố là bị hạ và 6 chiếc khác bị thương, như vậy tổng cộng có 22 được cho là bị tiêu diệt, 11 có thể bị hạ và 21 chiếc bị thương trong toàn bộ chiến dịch.
| Thương vong quân sự tại Crete | Tử trận | Mất tích (được cho là đã chết) | Tổng số chết và mất tích | Bị thương | Bị bắt | Tổng cộng |
| ----------------------------- | ------- | ------------------------------ | ------------------------ | --------- | ------ | --------- |
| Khối Thịnh vượng chung Anh    | 3.579   |                                |                          | 1.900     | 12.254 | 17.733    |
| Đức                           | 2.124   | 1.917                          | 4.041                    | 2.640     | 17     | 6.698     |
| Hy Lạp                        | 426     |                                |                          |           | 5.225  |           |